# Stilphasen der Gotik in Frankreich und Deutschland
Der Vergleich der Stilgeschichte der Gotik in Frankreich und Deutschland ist durch sprachliche Ungenauigkeit bei der Benennung der Stilphasen belastet.

## Phasen der Gotik in Frankreich

### Gothique primitif

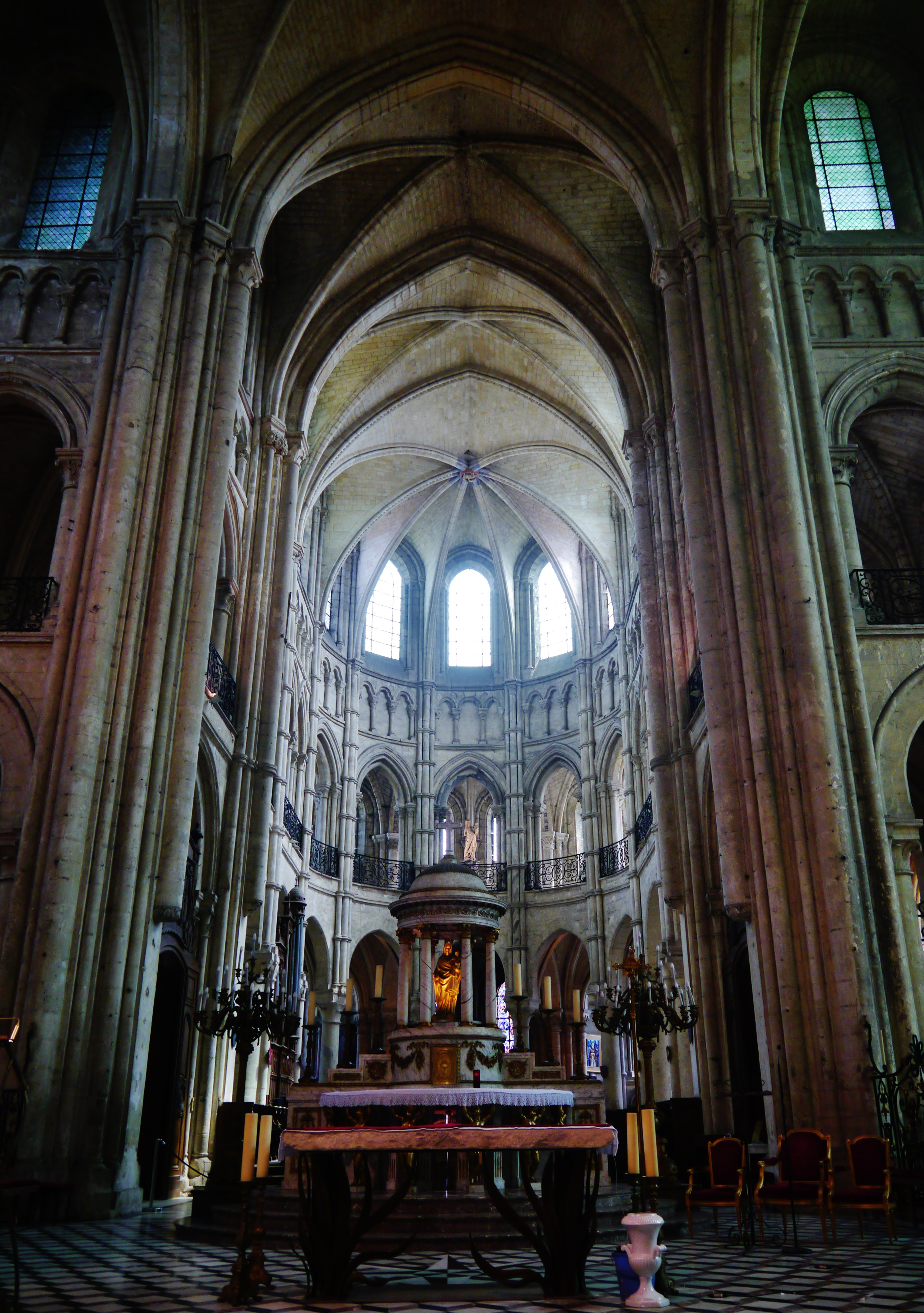
Noyon, Kathedrale, Chor: Umgangsarkade, Empore, Blendtriforium, Obergaden

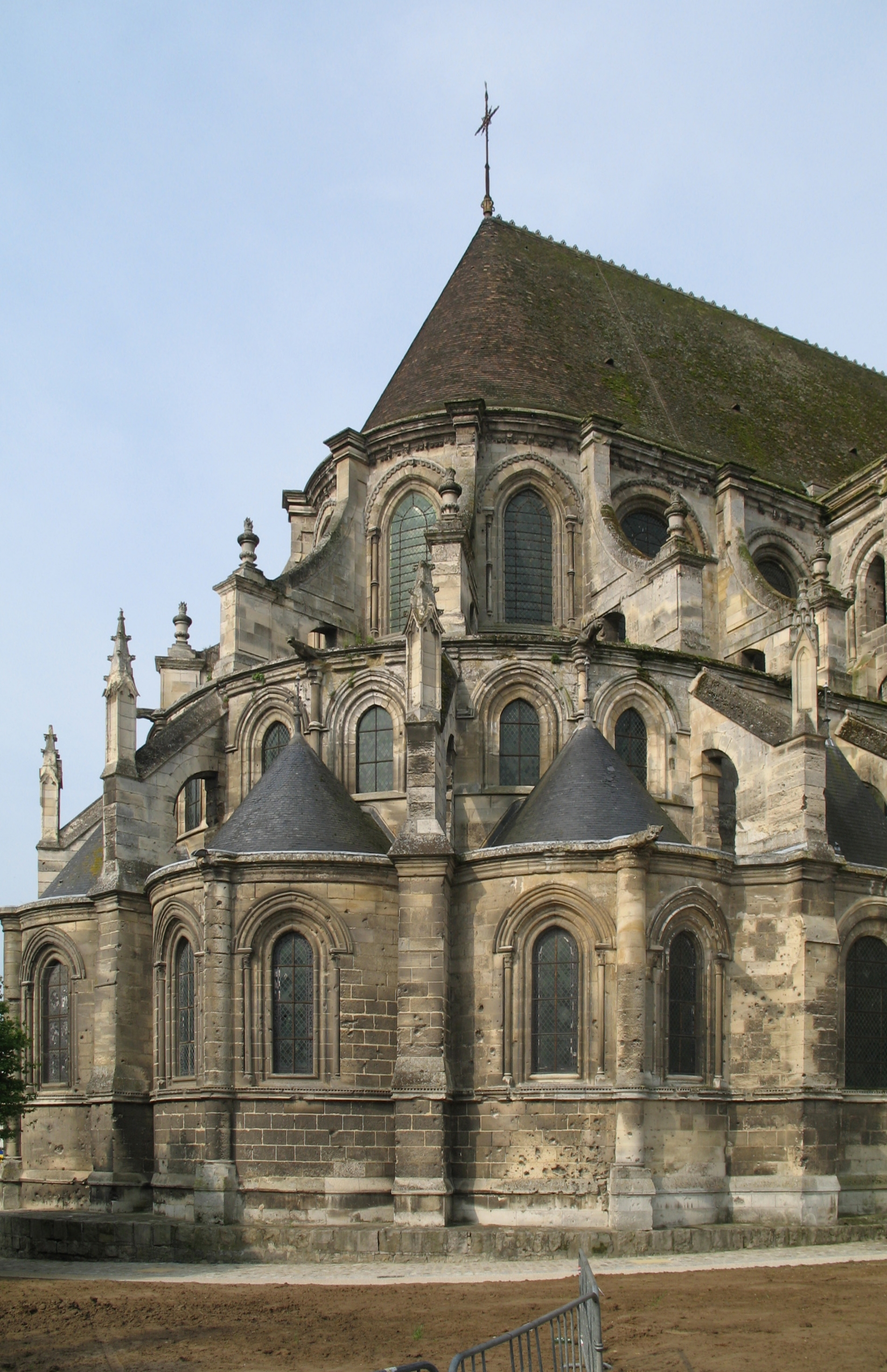
Chor der Kathedrale von Noyon, 1157–1221: runder Chorschluss, rundes Emporengeschoss, runde Kapellen

Die erste Phase der Gotik in Frankreich wird als Gothique primitif bezeichnet. Georg Dehio übersetzte das mit „erste Gotik“, und auch in französischen Fachartikeln findet sich zuweilen die Bezeichnung «premier Gothique». Da das Adjektiv primitif neben „primitiv“ im deutschen Sinne mindestens gleichgewichtig die Bedeutung „ursprünglich“ hat, wäre auch eine Übersetzung mit „Frühgotik“ oder „Ursprungsgotik“ treffend. Typisch für den Gothique primitif sind:
- Emporenbasiliken
- Runde Arkadensäulen mit korinthischen Kapitellen. Die Dienste beginnen erst auf deren Deckplatten. Anmerkung: In der vorangegangenen romanischen Architektur gibt es in den Arkaden beiderseits des Mittelschiffs und um den Binnenchor sowohl Pfeiler mit Vorlagen (Diensten), als auch einfach runde Säulen.
- spitzbogige Kreuzrippengewölbe, über den Seitenschiffen vierfeldrig, über den Mittelschiffen oft als sechsfeldrige Doppeljoche, gleichsam als Reminiszenz des gebundenen Systems.

Überkommenes:
- Hinsichtlich der Bögen von Fenstern und Portalen weisen mehrere Bauten des Gothique primitif noch einen Übergangsstil auf, das heißt, längst nicht alle Wandöffnungen sind spitzbogig.
- Kurz vor und gleichzeitig mit den ersten gotischen Bauten wurden in romanischem Kontext erste gegliederte Rundfenster (Rosen- bzw. Radfenster und Vielpässe) geschaffen, diese Formen in der Frühgotik und sogar im Maßwerk der Hochgotik weiterverwendet.

Entwicklung:
- Die Hochchor- und Hochschiffswände der Kathedrale von Sens sind dreizonig: Arkade, fensterloses Triforium, Obergaden.
- Danach sind die Wandaufrisse der Mittelschiffe von Basiliken vierzonig: Arkade, Empore, (Blend-)Triforium, Obergaden.
- Bei mehreren Kirchen werden nachträglich die Triforien zugunsten einer Vergrößerung der Obergaden entfernt.

### Gothique classique

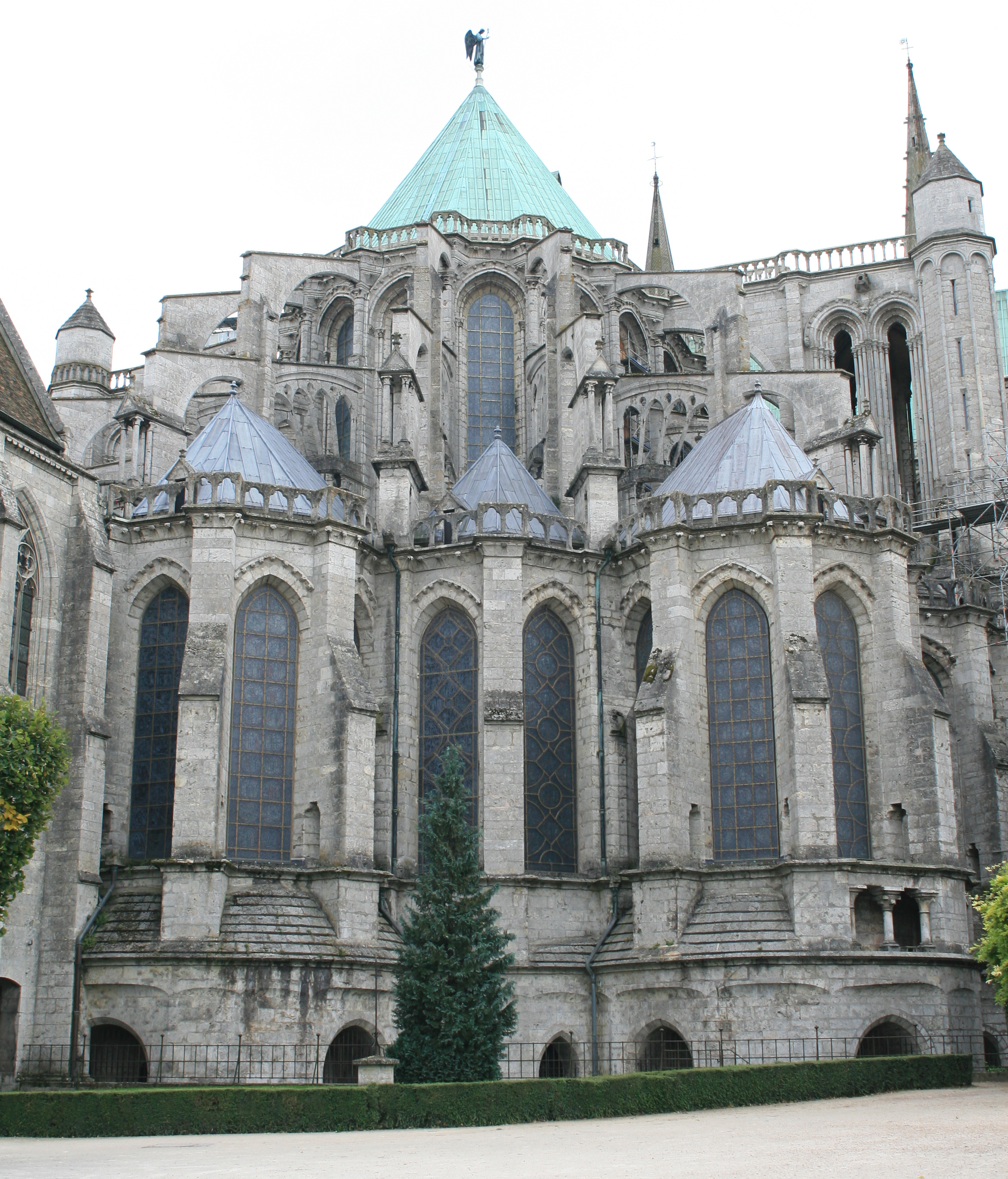
Kathedrale von Chartres, Umgangschor: maßwerklos-frühgotische Fenster

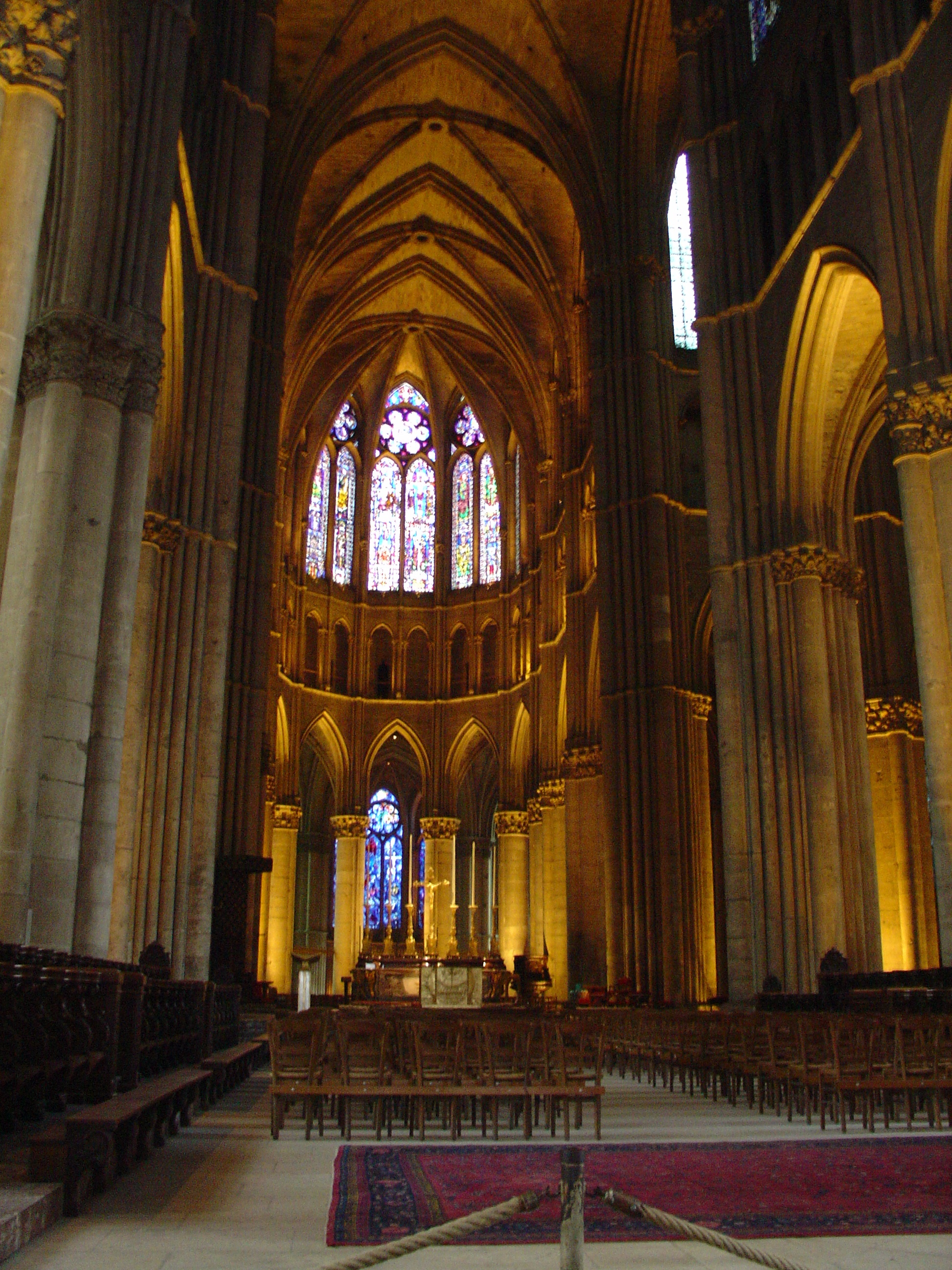
Kathedrale von Reims, ab 1211: Triforium ohne Fenster

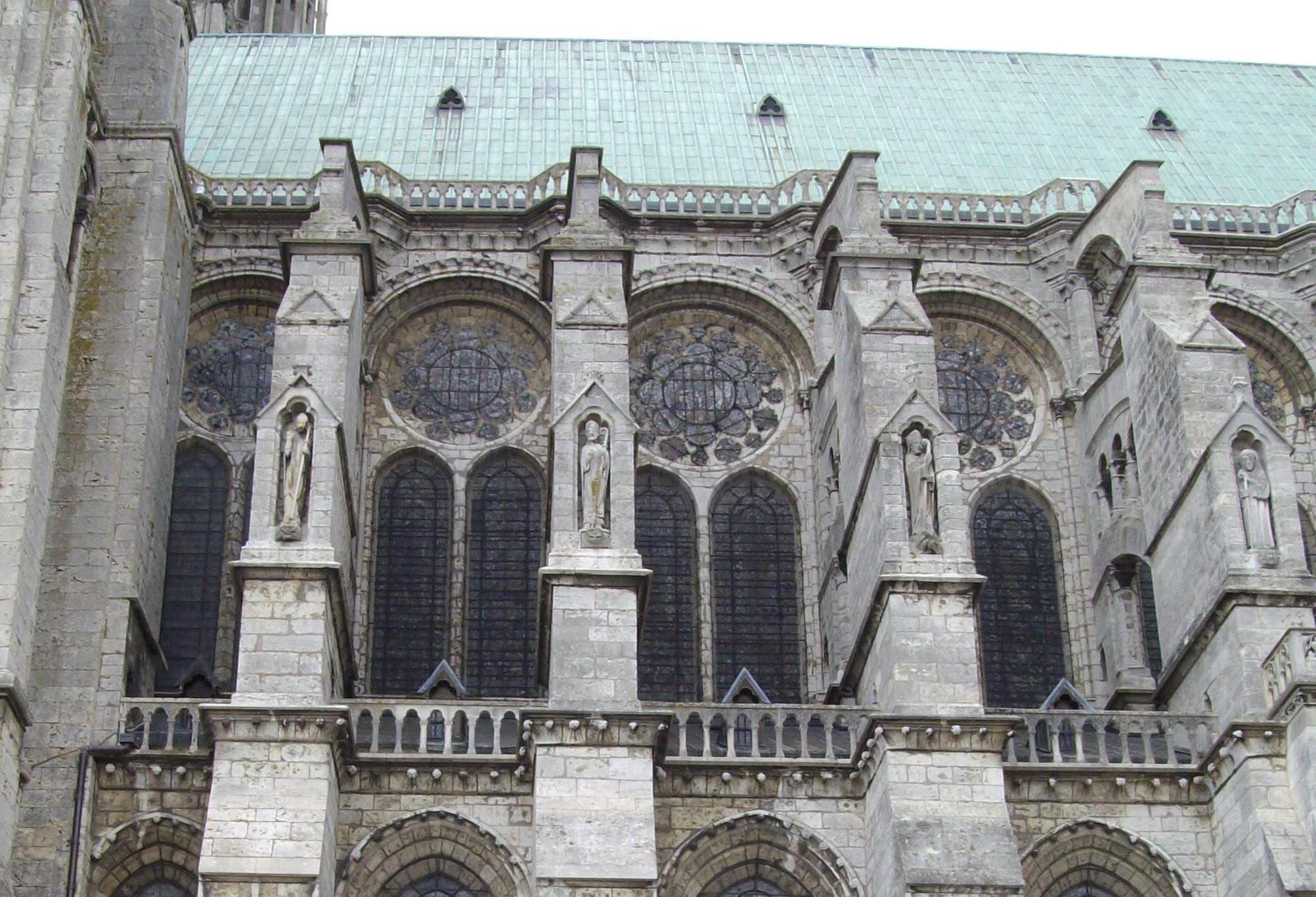
Schiff der Kathedrale von Chartres: Obergaden mit Plattenmaßwerk

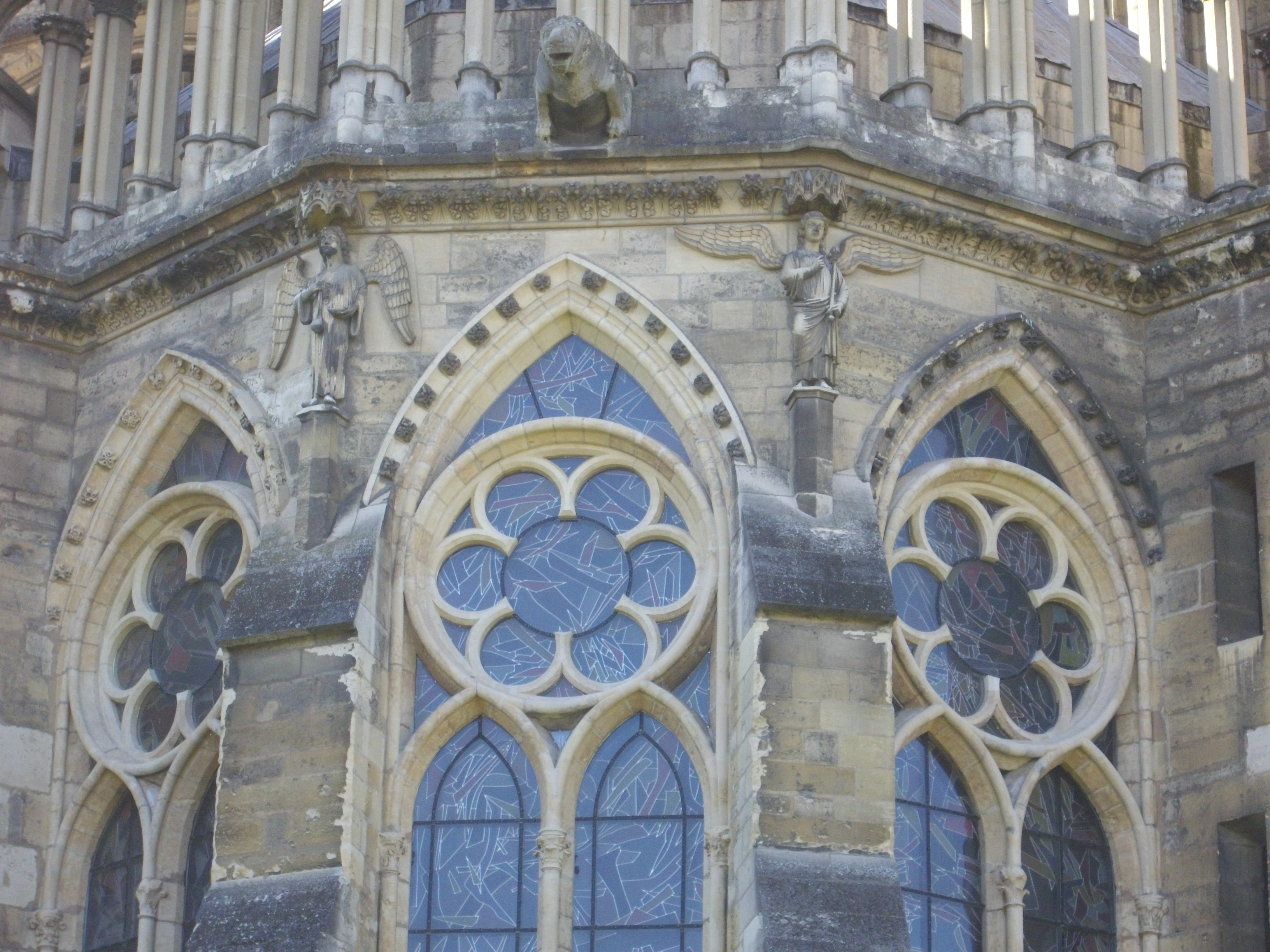
Reims, Kathedrale, Chorkapellen: das erste echte Maßwerk, vor 1220

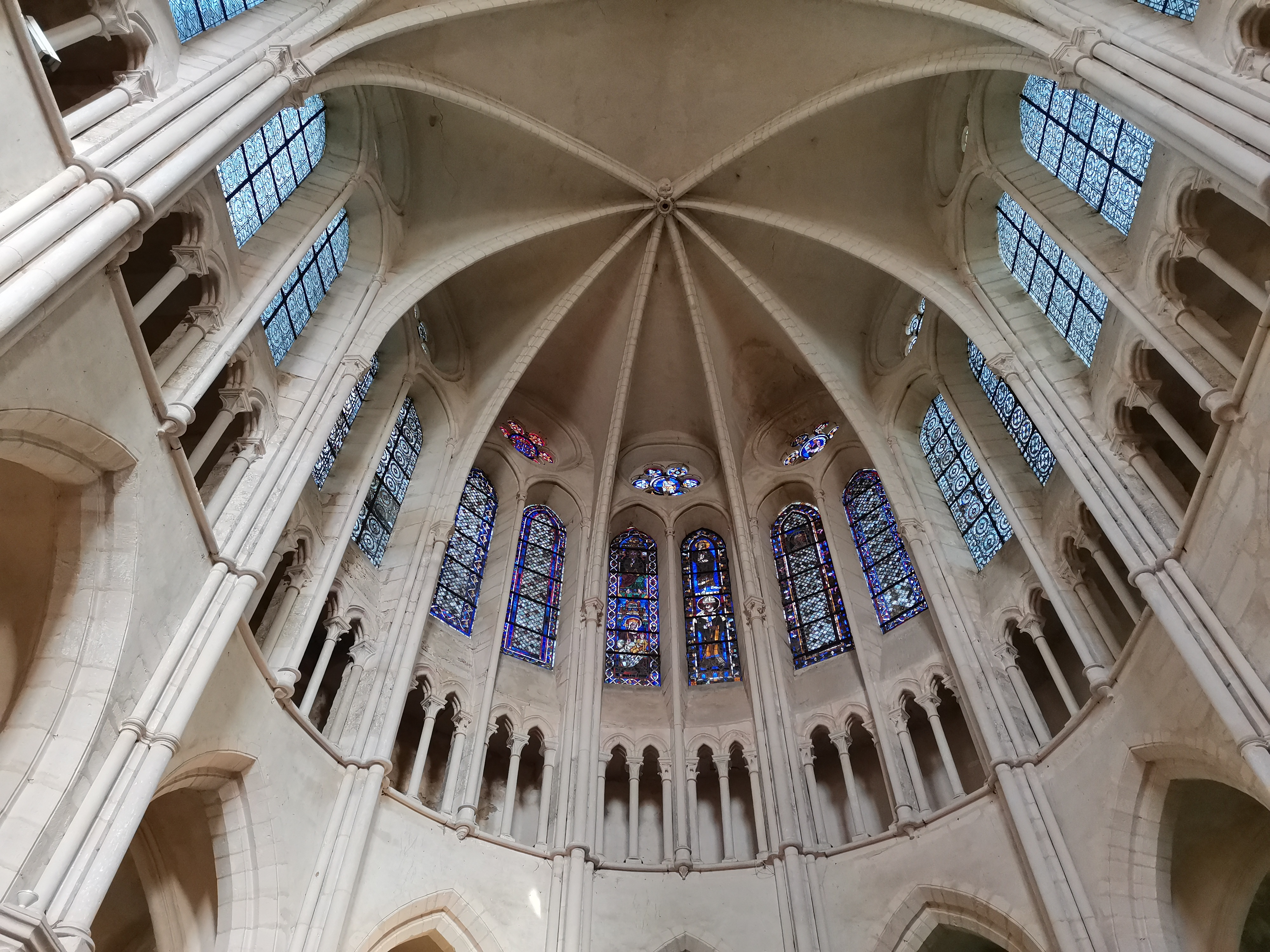
Abteikirche Orbays: runder Chorschluss, Fensterpaare unter Rosen

Die zweite Phase der Gotik in Frankreich wird Gothique classique genannt, klassische Gotik. Der französische Kunsthistoriker und ranghohe Denkmalpfleger Alain Erlande-Brandenburg charakterisierte sie als «gothique maîtrisée» – „gemeisterte Gotik“.(*) Man könnte das auch mit – „gereifte Gotik“ oder – „reife Gotik“ übersetzen. Als ihr Ausgangsbau gilt die Kathedrale von Chartres, abgesehen von der (älteren) Westfassade ab 1195 errichtet.
Ausdruck dieser Stilphase sind:
- Über den Seitenschiffen von Basiliken werden keine Emporen mehr angelegt. Zur Regel werden Basiliken mit Triforium in Form zum Mittelschiff geöffneter Zwerggalerien gebaut.
- Binnenchor, Chorumgang und Kapellen schließen in Chartres außer am Boden polygonal, in der Abteikirche Orbais allerdings bis in Triforium und Obergaden rund.
- Die Vorlagen (Dienste) für Gurt- und Arkadenbögen beginnen an den Basen der Arkadenpfeiler, so dass die Mittelschiffe von durchgehenden Senkrechten geprägt sind.
- Die Kreuzrippengewölbe sind auch über Mittelschiffen und Binnenchören vierfeldrig.

Entwicklung:
- Zwischen 1215 und 1220 beginnt mit den Chorkapellen der Kathedrale von Reims die Verwendung ausgereiften Maßwerks, vollständig aus profilierten Streben und mit verglasten Zwickeln. Nach französischer Definition beginnt damit keine neue Stilphase. Daher werden die ersten Bauten mit ausgereiftem Maßwerk auch noch dem Gothique classique zugerechnet:
  - die Kathedrale von Reims
  - die westlichen Teile der Kathedrale von Amiens (dort vor dem Chor errichtet)

Inzwischen wurde auch in der Normandie gotisch gebaut, aktuelle Formen aus der Île-de-France verbanden sich mit regionalen Besonderheiten. Interessant für den Vergleich mit Deutschland, insbesondere dem Magdeburger Dom, ist der 1220–1228 errichtete Chorumgang der Kathedrale von Bayeux, in dem die Strebepfeiler in die Wand integriert wurden. Während sie hinsichtlich der Fenster noch der Frühgotik angehört, hat der ab 1220 errichtete Chor der Kathedrale von Rouen als Obergaden schon hochgotische Maßwerkfenster.

Kathedrale von Bayeux
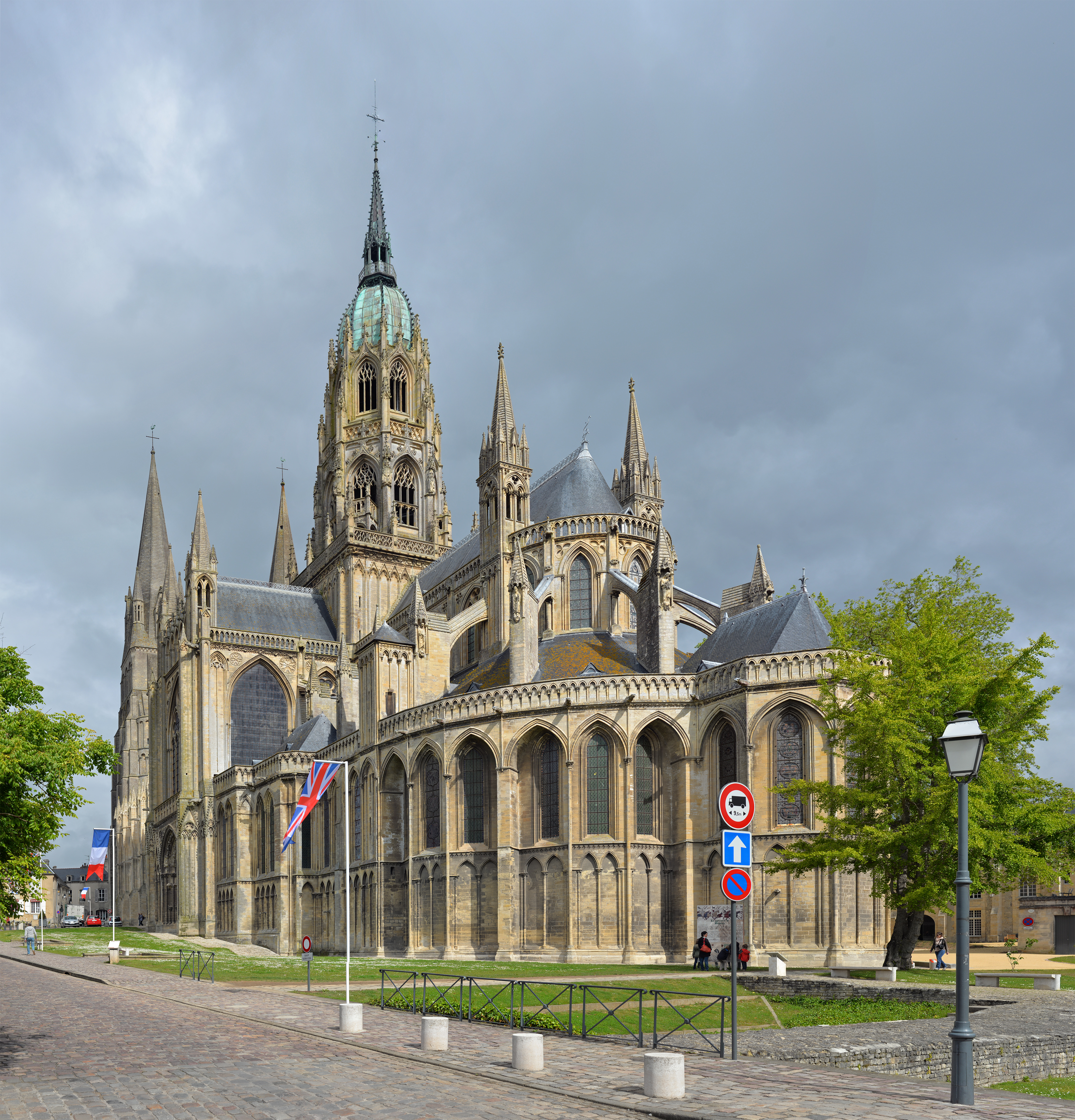
Chorumgang 1220–1228, Strebepfeiler in die Wand integriert
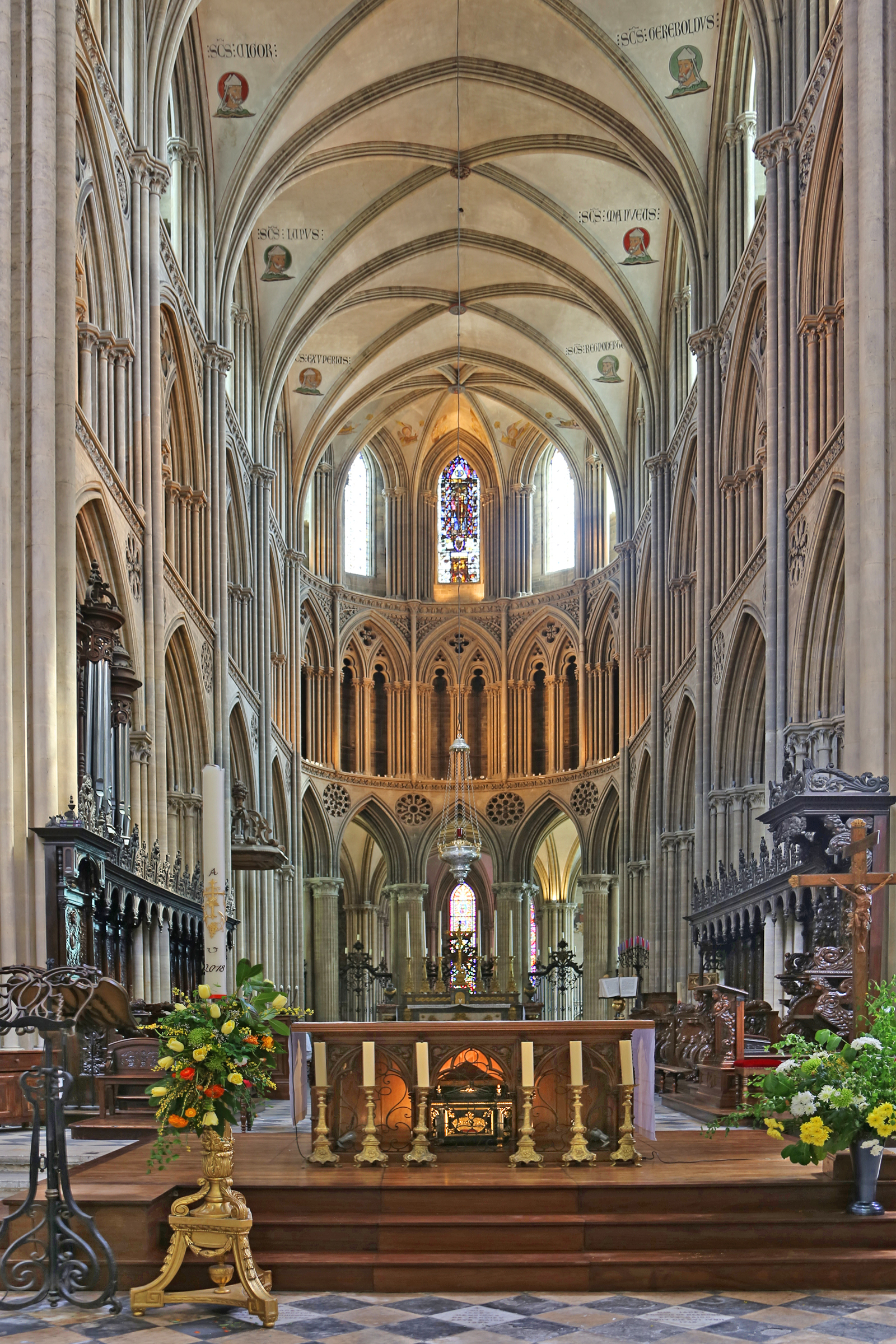
Hohes fensterloses Triforium, Obergaden mit Laufgang

### Gothique rayonnant

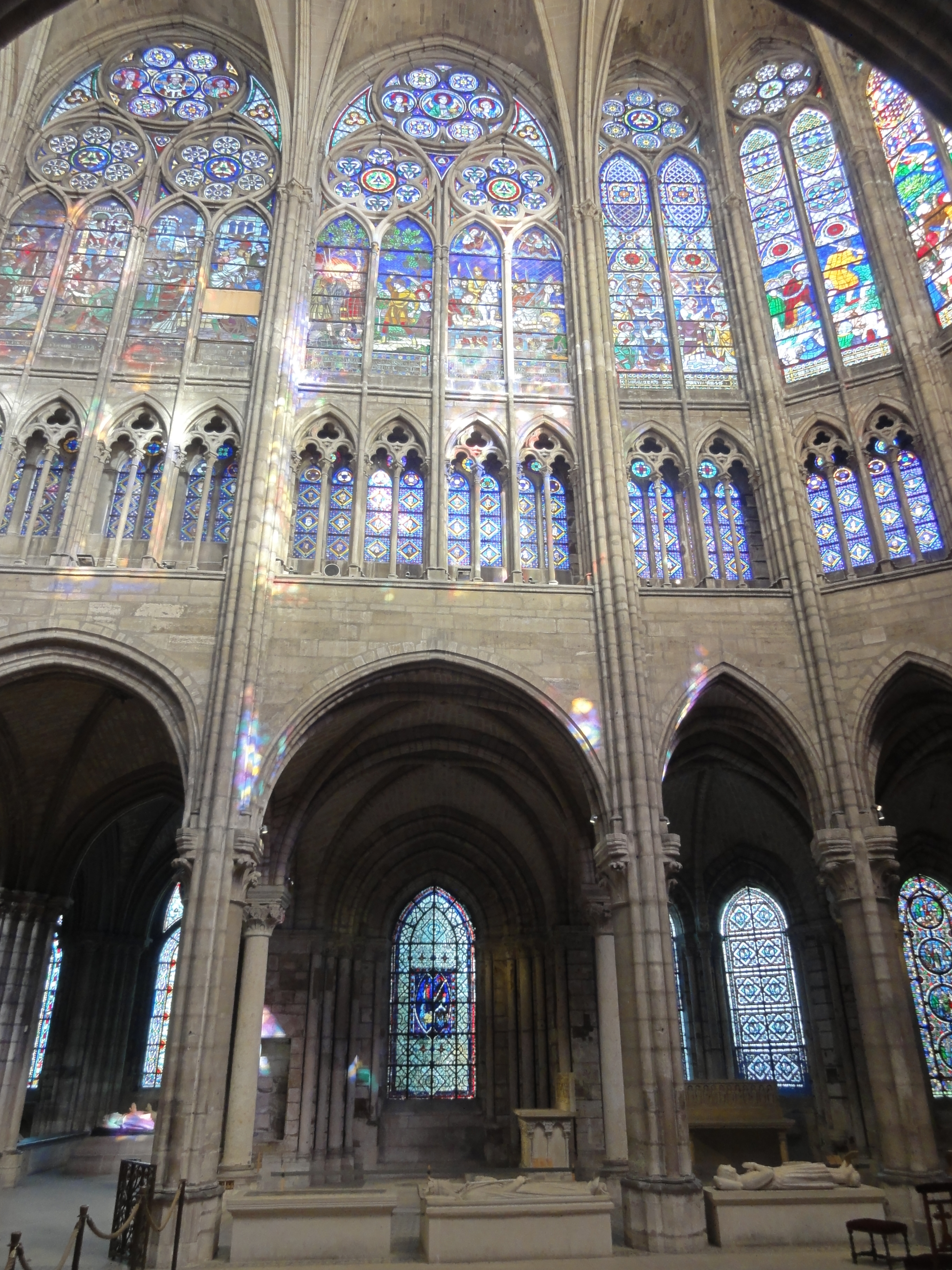
Saint-Denis: Obergaden und Triforium des Gothique rayonnant über dem Chorumgang des Gothique primitif

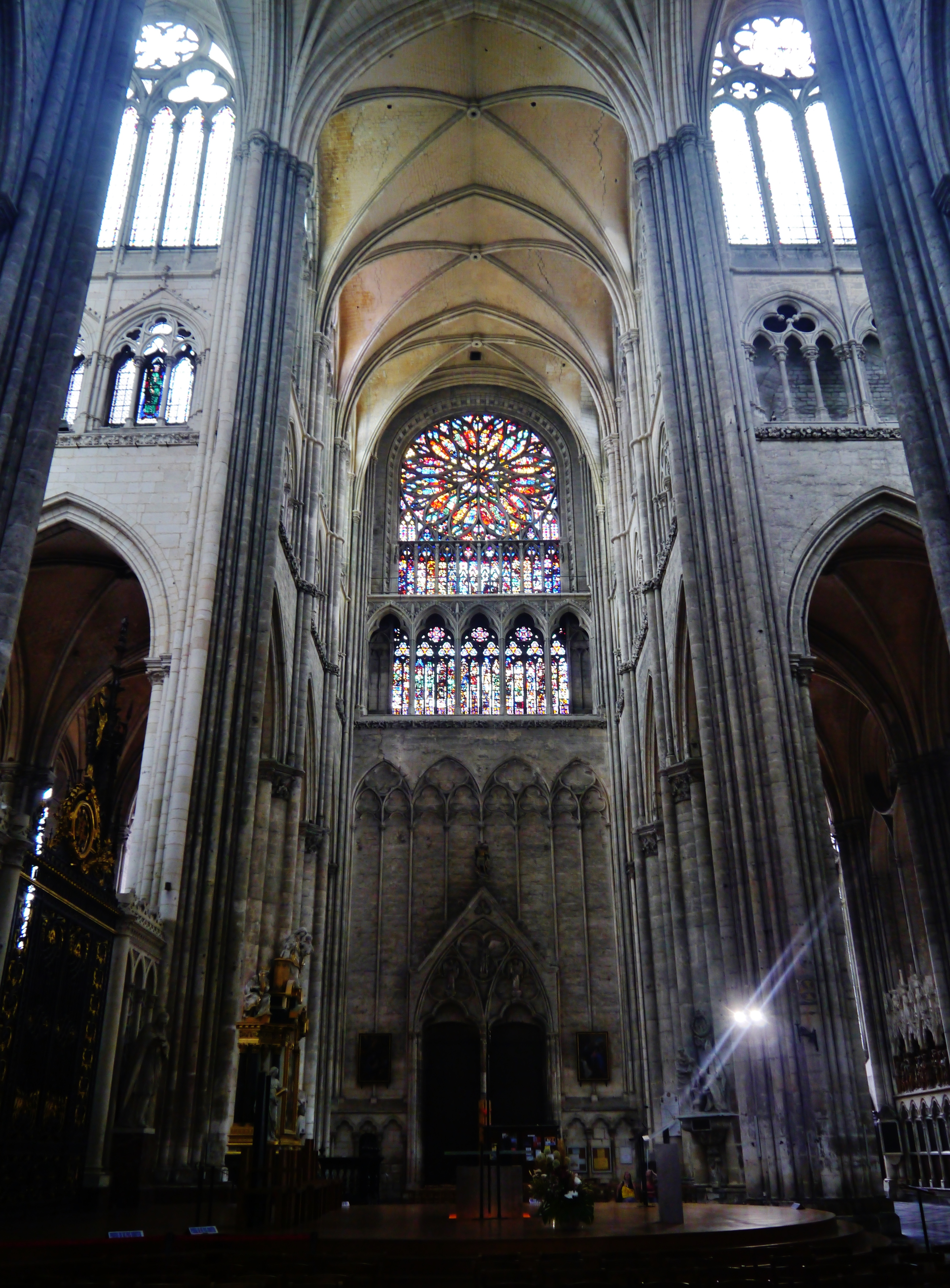
Kathedrale von Amiens: Chor (1236–1247, links) und Querhaus Gothique rayonnant, Schiff (1220–1236, rechts) noch Gothique classic

Als Initialbau der dritten Phase der Gotik in Frankreich, des Gothique rayonnant, der strahlenden Gotik, gilt gemeinhin der Chor der Kathedrale von Amiens, errichtet ab 1236, die entscheidenden befensterten Triforien aber wohl erst ab 1258. Vorher erschien diese Neuerung schon beim hochgotischen Umbau der Abteikirche von Saint-Denis ab 1231, davon der Chor bis 1245.
- Der Gothique rayonnant zeichnet sich durch Vergrößerung der Fensterflächen aus.
- Die Triforien bekommen Außenfenster oder werden den Obergaden zugeschlagen.
- Internationale Bedeutung: Nach dem Muster der Kathedrale von Amiens wurde ab 1248 der Kölner Dom errichtet.

### Gothique flamboyant

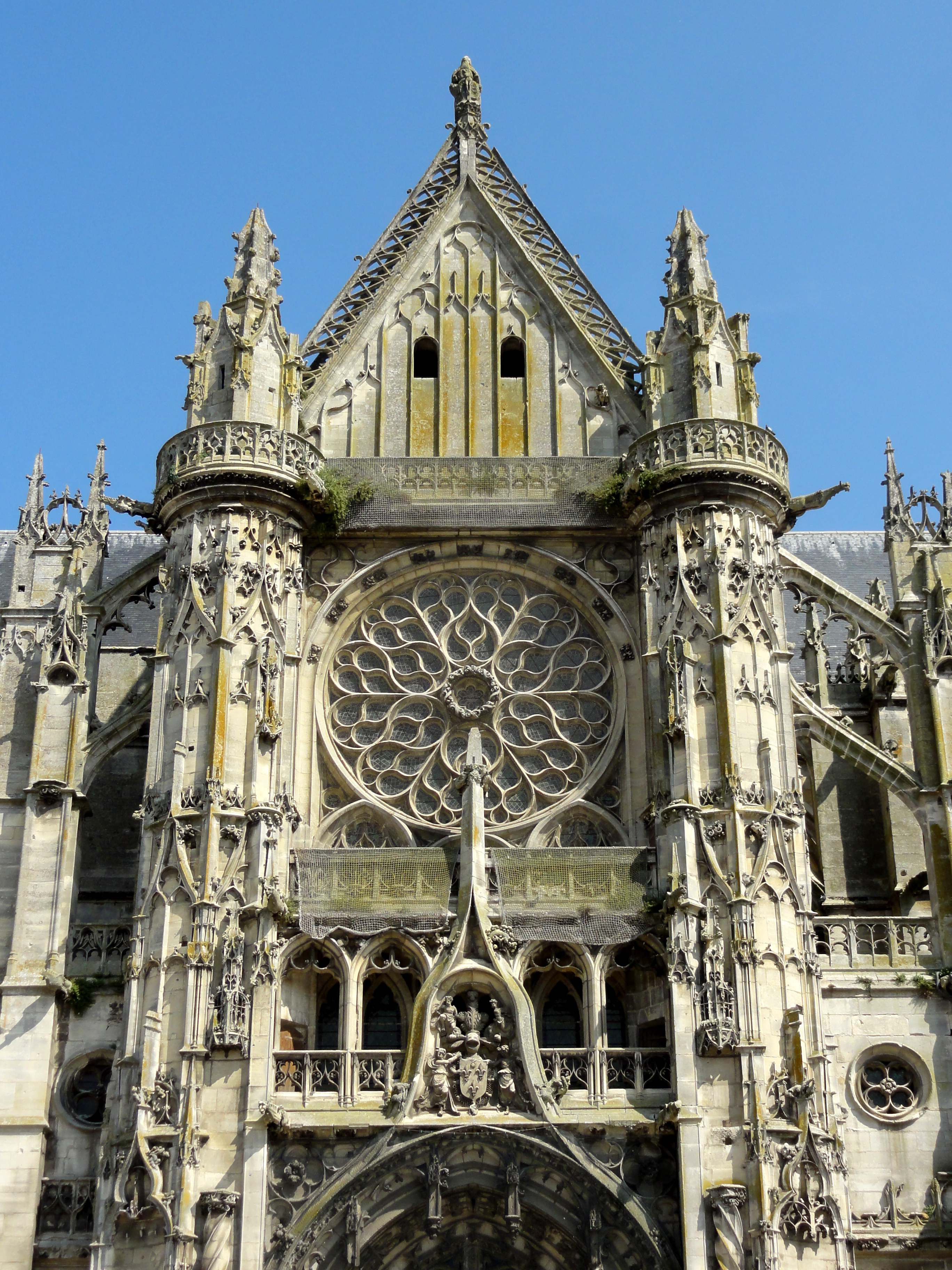
Kathedrale von Senlis (Chor ab 1151): Südrose flamboyant, ab 1520

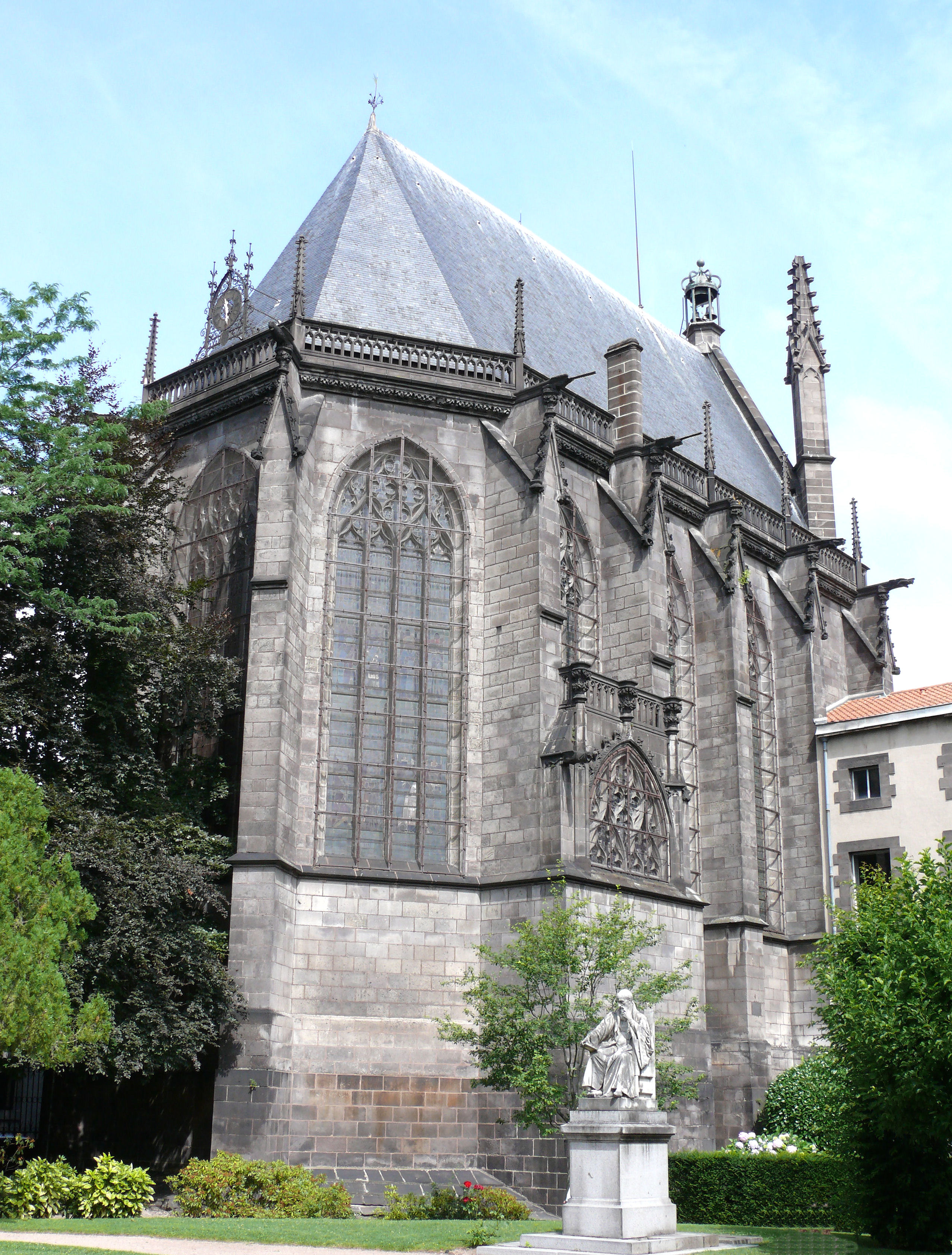
Sainte-Chapelle in Riom,
1395/96–1403

Die vierte Phase der Gotik in Frankreich wird als Gothique flamboyant – „flammende Gotik“ bezeichnet.
Als Initialbau wird die 1388 als Schlosskapelle errichtete Sainte-Chapelle in Riom genannt.
- Kennzeichen ist die kreative Ausweitung des Formenspektrums.
- Weniger im allgemeinen Bewusstsein, aber auch typisch, sind um eigentlich rechteckige Fenster und Tore geschlungene Kielbögen

Hallenkirchen gibt es auch in Frankreich in großer Zahl, aber die meisten sind Dorf- und andere Pfarrkirchen niederen Ranges. Viele sind über die Jahrhunderte zusammengestückelt, nur wenige so einheitlich und in so kurzer Zeit errichtet wie die Kirche St-Georges in Chevrières, Département Oise, 1530–1545

St-Georges in Chevrières
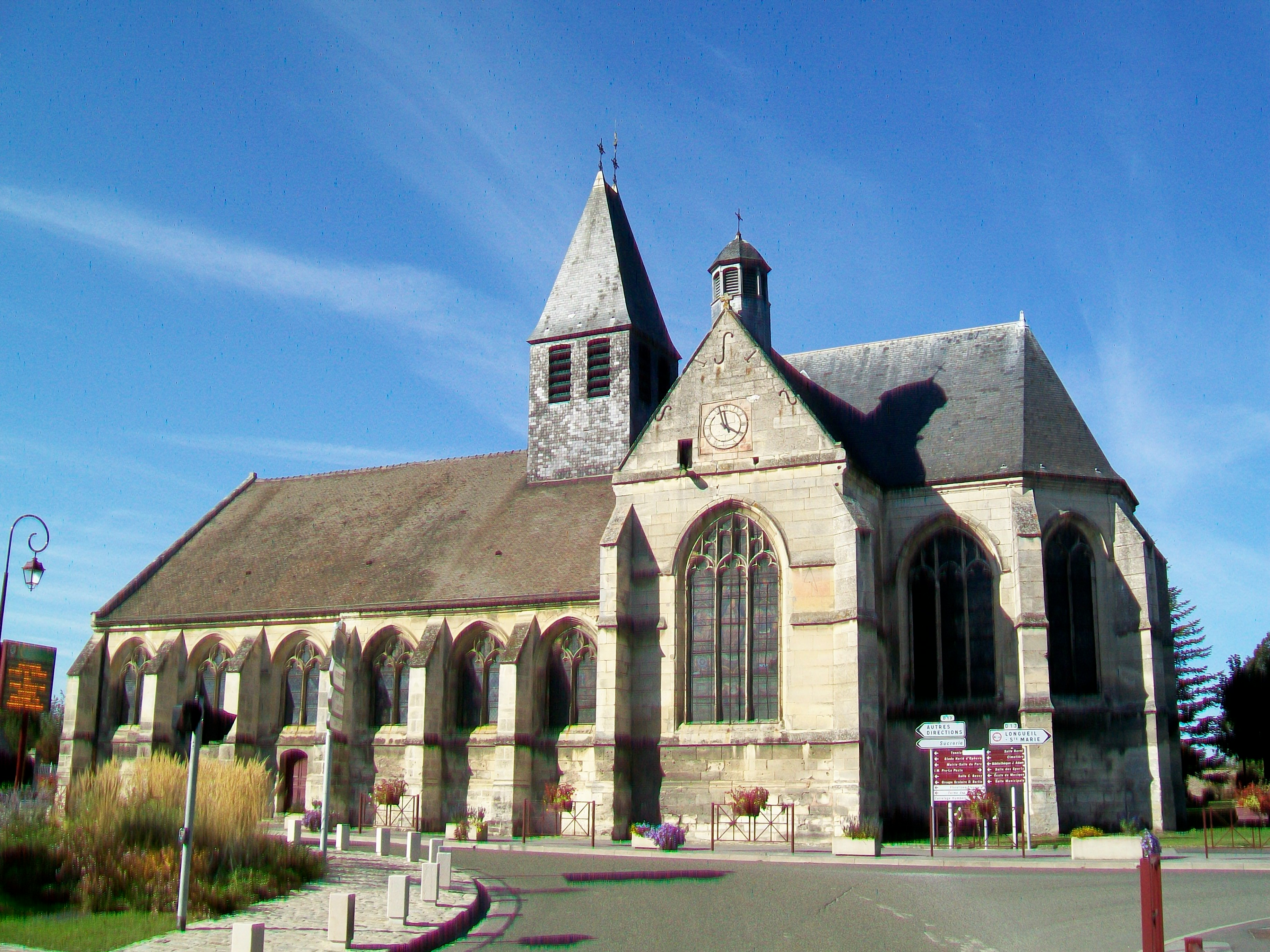
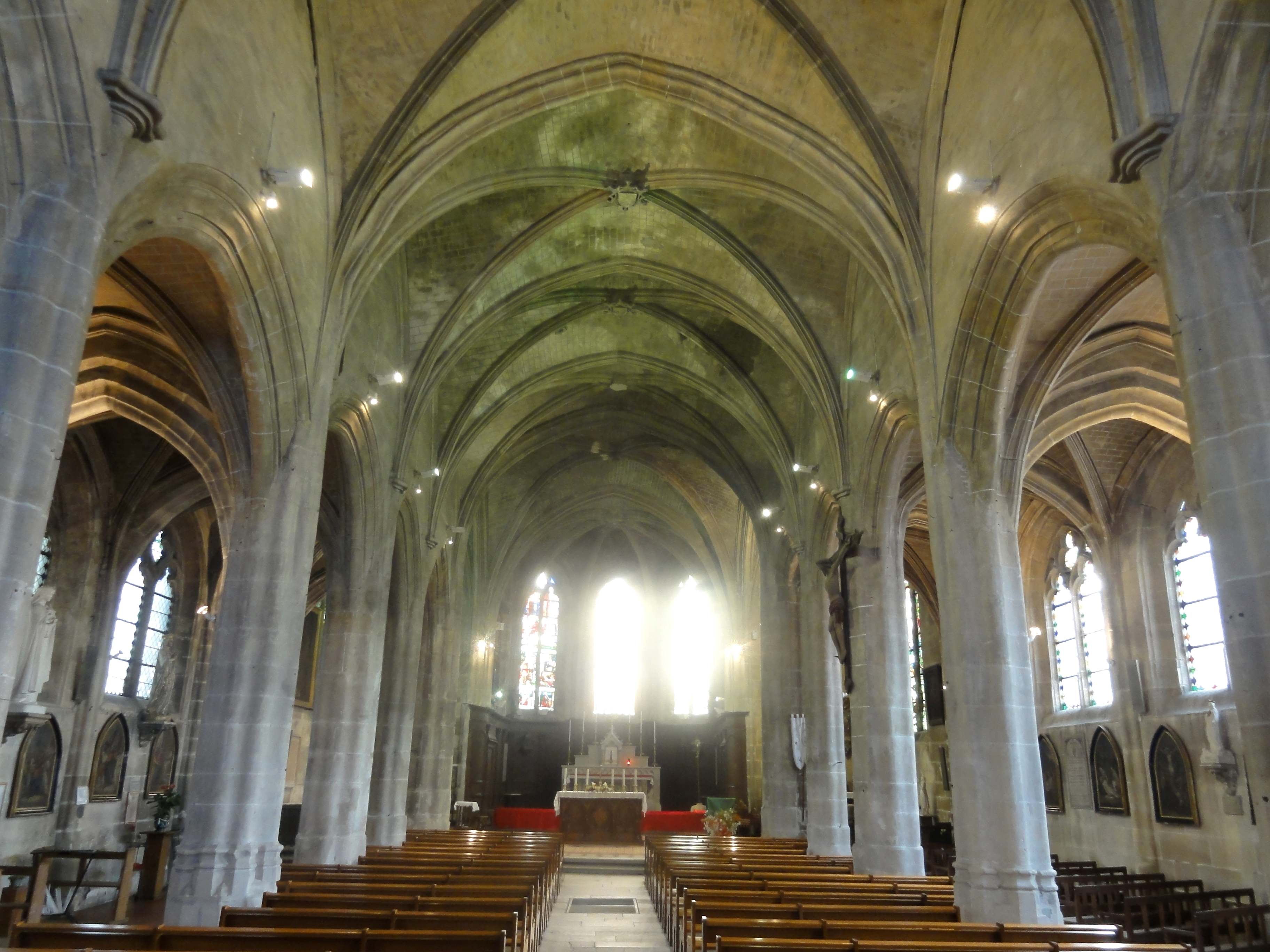

## Phasen der Gotik in Deutschland und übrigem Mitteleuropa
In Deutschland wird die Gotik in Frühgotik, Hochgotik und Spätgotik unterteilt.
Gemessen an den Stilmerkmalen, gibt es starke zeitliche Überlappungen: Der Limburger Dom wurde seit den 1180er Jahren gotisch umgebaut (s. u.). Während mancherorts schon um 1240 hochgotische Maßwerke geschaffen wurden, baute man an den Münsteraner und Osnabrücker Domen noch Mitte des 13. Jahrhunderts im Wesentlichen in romanischen Formen. In manchen Gegenden setzte sich die Verwendung von Maßwerk erst im letzten Viertel des 13. Jahrhunderts zögerlich durch, sodass die Hochgotik dort erst gegen 1300 anfing.

### Frühgotik
Frühgotik ist nach international belastbaren Kriterien Gotik ohne Maßwerk, nach manchen Publikationen allerdings Gotik vor dem Kölner Dom.
- Die Zahl der frühgotischen Bauten in Deutschland hängt davon ab, ob man Georg Dehios Vorliebe für die „deutsche Spätromanik“ folgt, oder alle ab 1140 bzw. in Deutschland ab 1180 überwiegend mit Spitzbögen ausgestatteten Bauten als gotisch versteht.
- Von den als romano-gotisch bezeichneten Bauten in den Niederlanden und dem westlichen Niedersachsen sind bei näherer Betrachtung einige tatsächlich in dem Sinne romano-gotisch, dass an ihnen in derselben Bauphase romanische und gotische Formen verwendet wurden, andere weisen eine romanische und eine gotische Bauphase auf.
- Ausgehend von Westfalen, verwendete man in Norddeutschland lange Zeit statt der Gewölbe der „Pariser“ Gotik gerne die Mitte des 12. Jahrhunderts aufgekommenen gebusten Rippengewölbe der angevinischen Gotik Westfrankreichs. Sie erzeugen weniger Seitenschub und ermöglichten oft den Verzicht auf äußeres Strebewerk.[5]
- Während andernorts schon hochgotisches Maßwerk aufkam. bevorzugte man wenigstens in Norddeutschland im ländlichen und kleinstädtischen Bereich stattdessen Gruppen schmaler Lanzettfenster.

„Westfälische“ Domikalgewölbe, keine Strebepfeiler, schmale Lanzettfenster
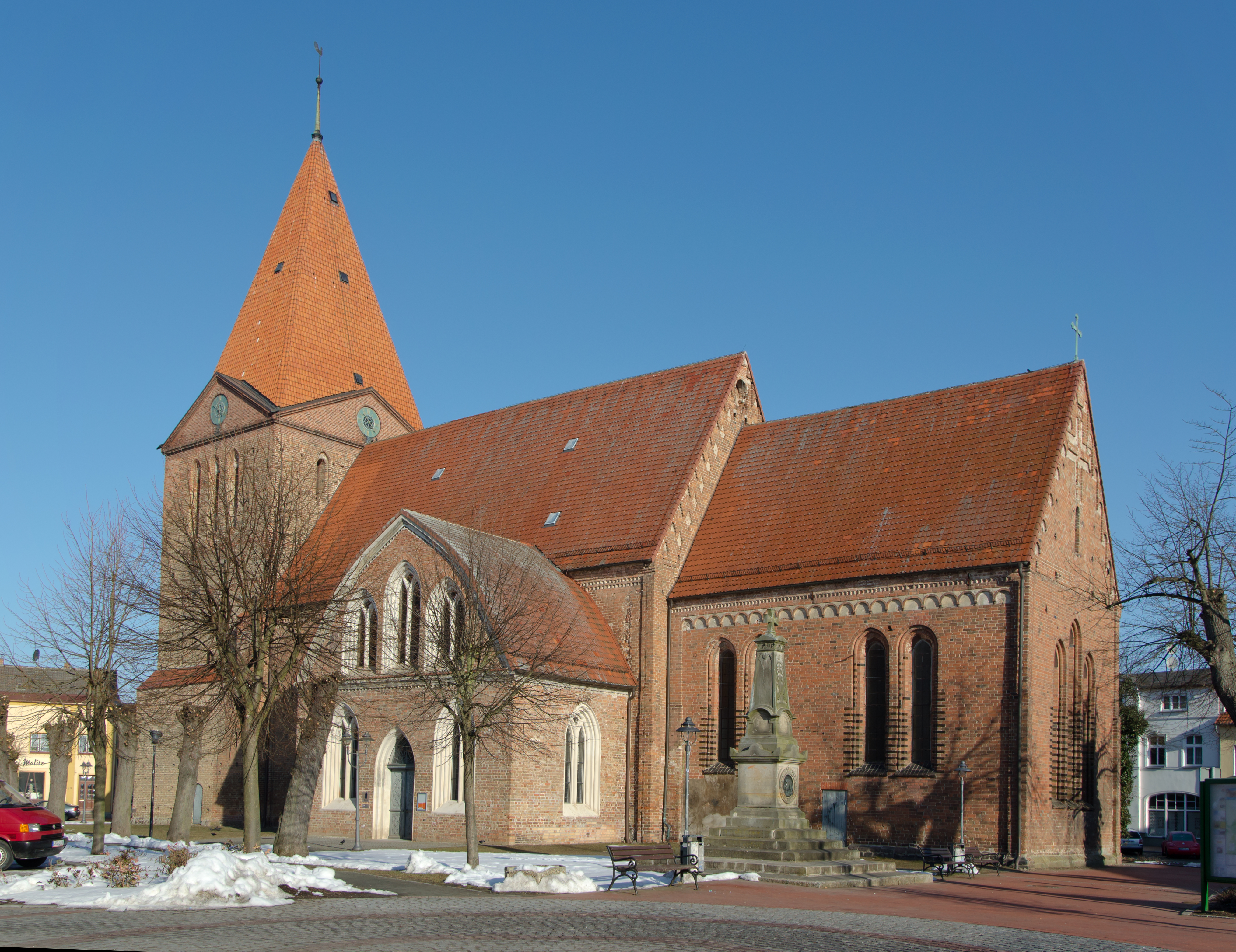
Pauluskirche, Schwaan, Mecklenburg, 1254 (d), an den Ecken nur Lisenen
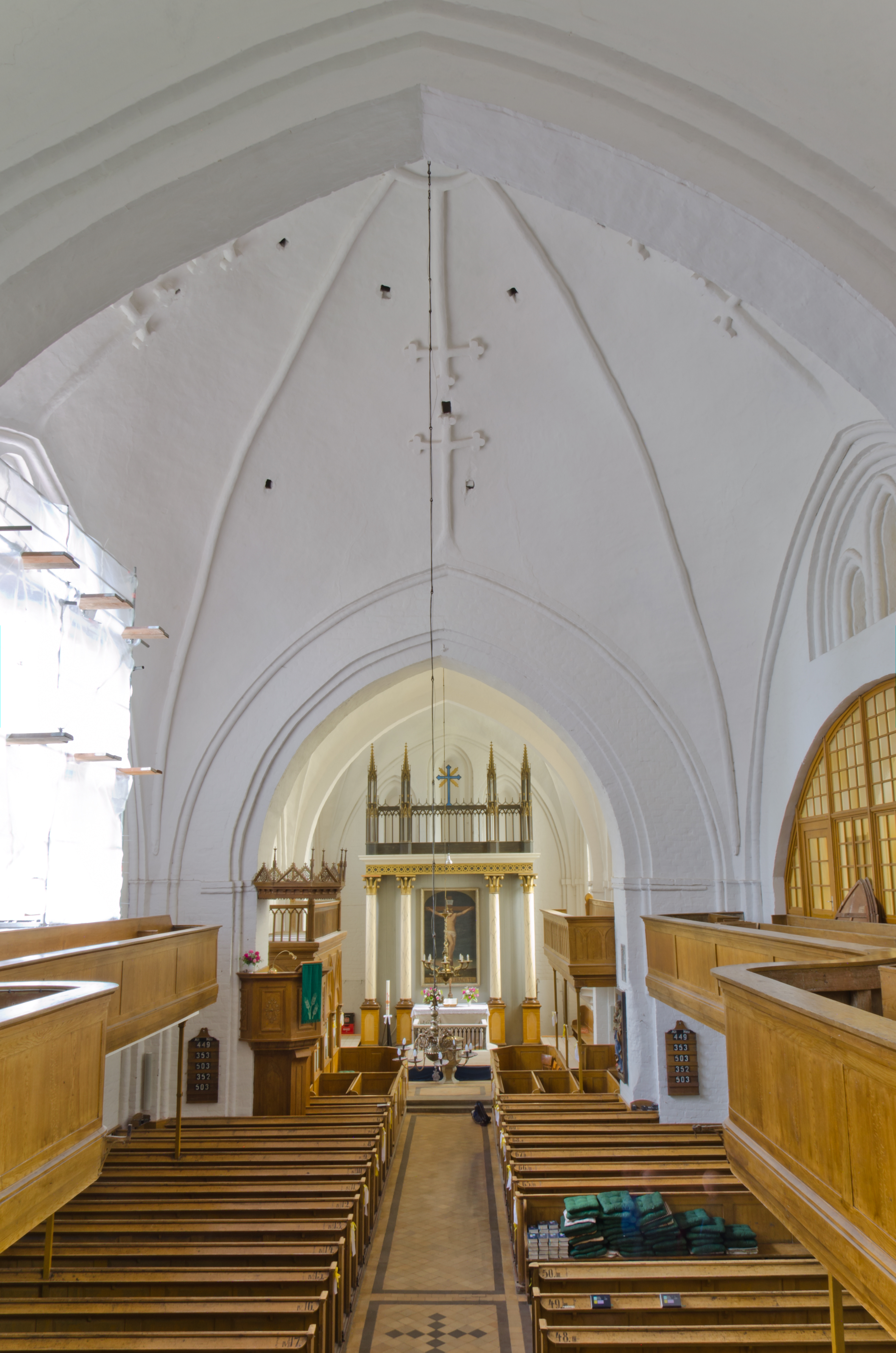
Pauluskirche, Schwaan
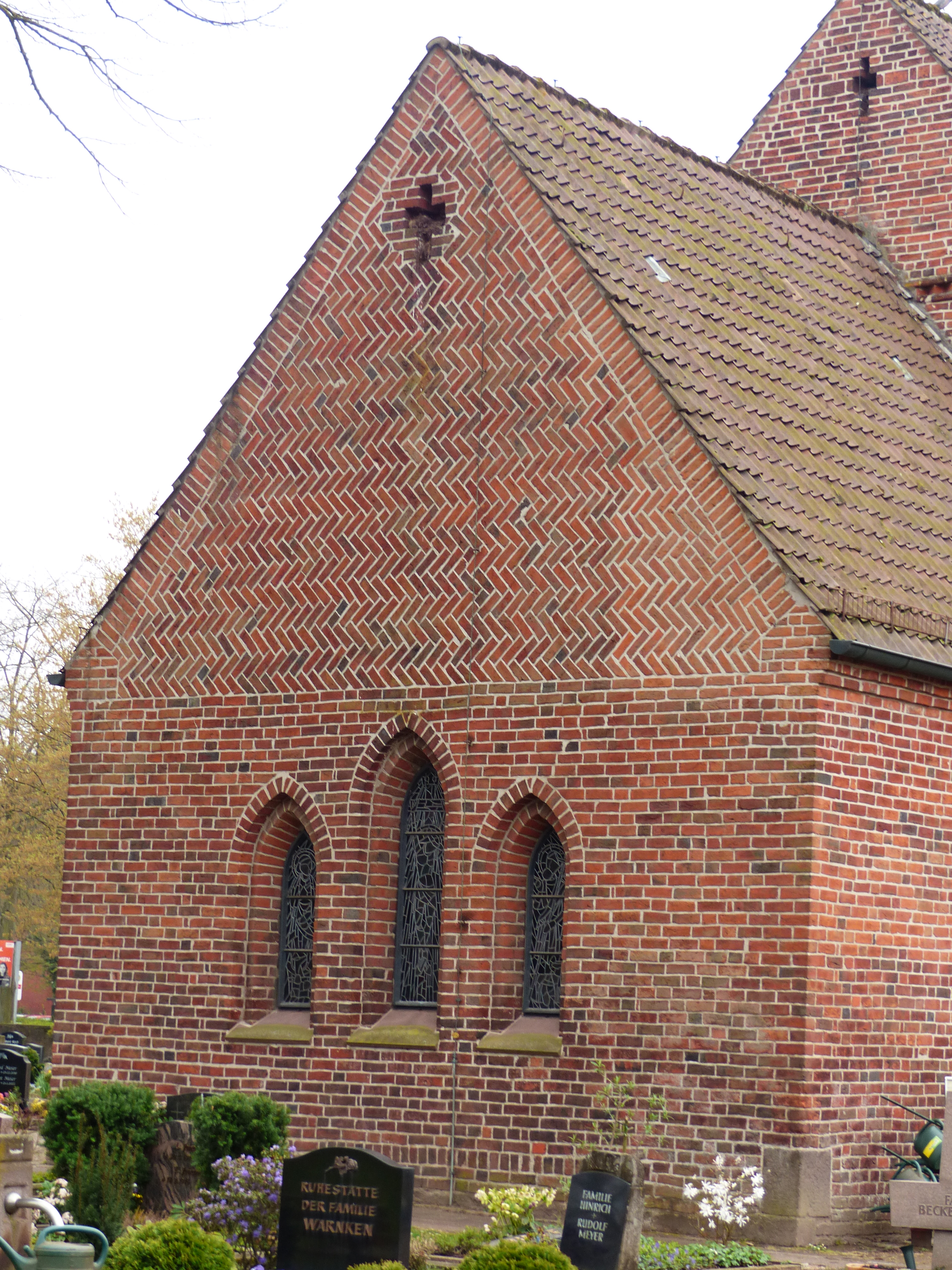
Johanneskirche in Bremen-Arsten
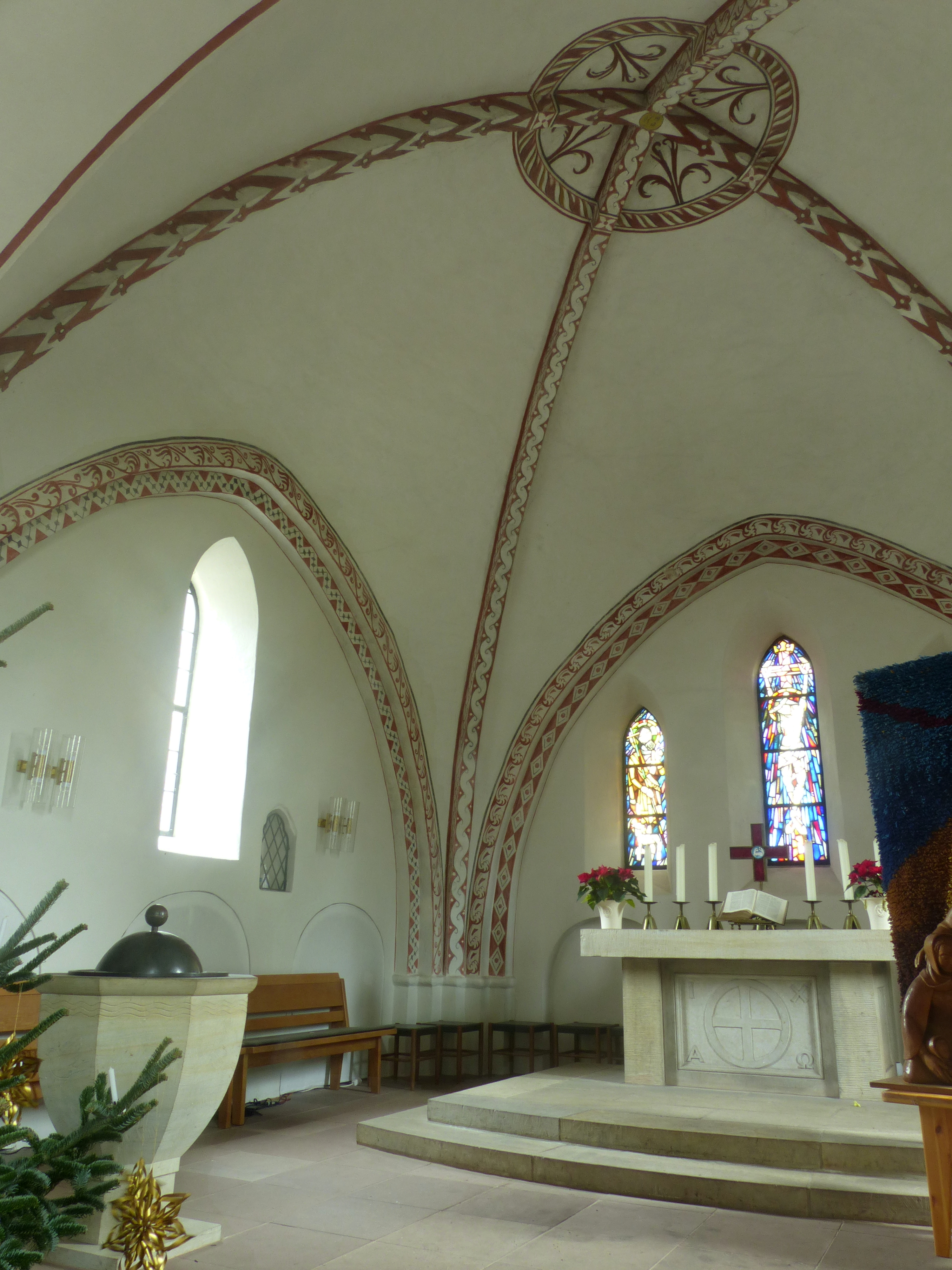
Arsten, Johannes kirche, 3. V. 13. Jh.

Charakterisierung einiger Bauten:

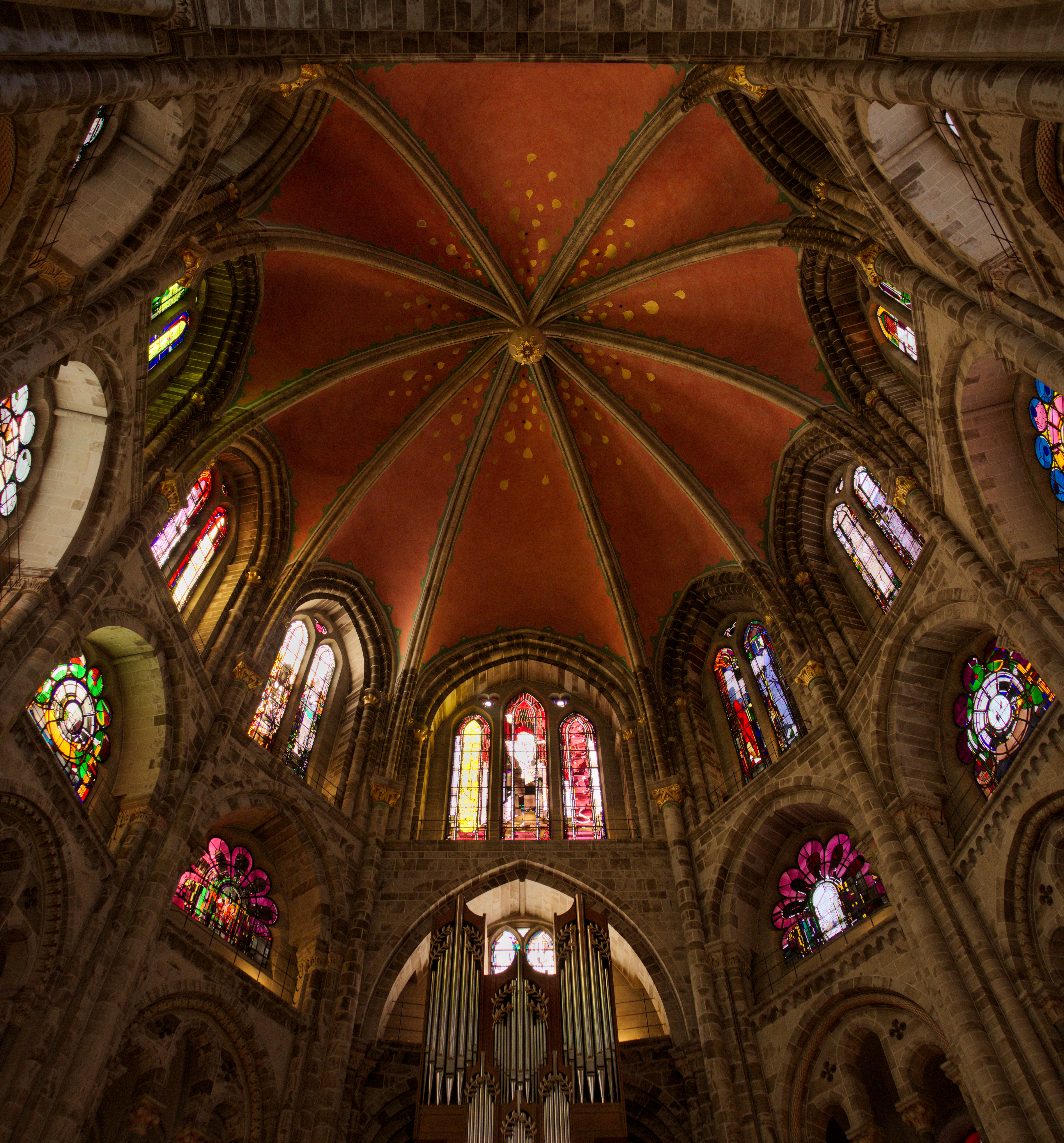
St. Gereon (Köln), Dekagon 1219–1227, Chorhaupt der französischen Frühgotik zum Oval geschlossen.

- Der Limburger Dom, ab kurz nach 1180, ist eine Emporenbasilika mit rundem Chorschluss, entsprechend dem Gothique primitif, aber die Vorlagen/Dienste der Pfeiler reichen herab bis zu den Sockeln.
- Im Magdeburger Dom ist der 1207 oder 1209 begonnene Chor eine Emporenbasilika, Chorumgang, Kapellen und Chorempore ähneln denen der Kathedrale von Noyon, aber oberhalb der Sohlbänke der Kapellen wurde das aufragende Mauerwerk mit polygonalen Grundrissen hochgezogen,[6] entsprechend dem Gothique classique. Auch reichen alle Gewölbedienste bis zu den Pfeilersockeln. Mehrere der von der Bauforschung anhand nicht fortgesetzter Bauansätze erschlossenen Planänderungen schließen an aktuelle Entwicklungen der französischen Gotik an. Schon die Chorobergaden des Magdeburger Doms sind hochgotisch. (s. u.)
- Am Dekagon von St. Gereon Köln, 1219–1227, passen die Rundbogenfenster des Emporengeschosses zu den romanischen Reminiszenzen in einigen Bauten des französischen Gothique primitiv, ebenso die Fächerfenster der unteren Obergaden zu den ursprünglichen Rundfenstern der Chorempore von Notre-Dame de Paris. Andererseits ist die Polygonalität ein Zeichen des Gothique classique.
- Die Abteikirche Marienstatt, begonnen zwischen 1222 und 1245, entspricht einerseits mit runden Kapellenschlüssen und einfach runden Arkadensäulen dem Gothique primitiv, andererseits mit polygonalem Binnenchor und angedeuteten unbelichteten Triforien dem Gothique classique.
- Der gotische Umbau des Bremer Doms begann um 1224. Die Fenster der südlichen Obergaden (ohne Maßwerk) und des Chors (Vormaßwerk) charakterisieren ihn als frühgotisch. Alle Pfeiler haben Dienste bis zu den Sockeln hinab, hier jedoch nachträglich an quadratische Kerne der romanischen Arkade angefügt. Da er keinerlei Triforium hat und der Chor rechteckig schließt, fehlen wichtige Kriterien einer Zuordnung zu Gothique primitiv gegenüber classique.
- In der Klosterkirche Sonnenkamp in Neukloster (Mecklenburg) ist Sockelzone 1219 bis etwa 1235 romanisch, die Fensterzone der Ostteille, bis 1243 (d), und die Obergaden des Langhauses, bis 1250 (d), sind gotisch. Das sind mit die frühesten exakten Datierungen gotischer Backsteinbauten. Gleich früh sind Chor (1242) und Hallenschiff (ca. 1250) der Johanneskirche in Rerik datiert.
- Die Ostteile der Klosterkirche Lehnin (Mark Brandenburg) wurden 1213 (d) spätromanisch vollendet. Das anschließende gotische Langhaus entstand von 1250 bis 1262 oder 1270.
- Die Ostteile der Reformierten Dorfkirche in Bunde (Ostfriesland, aber westlich der Ems), 1272±6 bis 1310 (d), haben neben den Fenstern gleich hohe Spitzbogenblenden mit für Zeit und Region typischen Backsteinmosaiken. Innenseitig verlaufen auf den Sohlbänken der Fenster Laufgänge. Das ältere Langhaus, eigentlich romanisch, wurde nachträglich mit gotischen Fenstern ausgestattet.

### Hochgotik

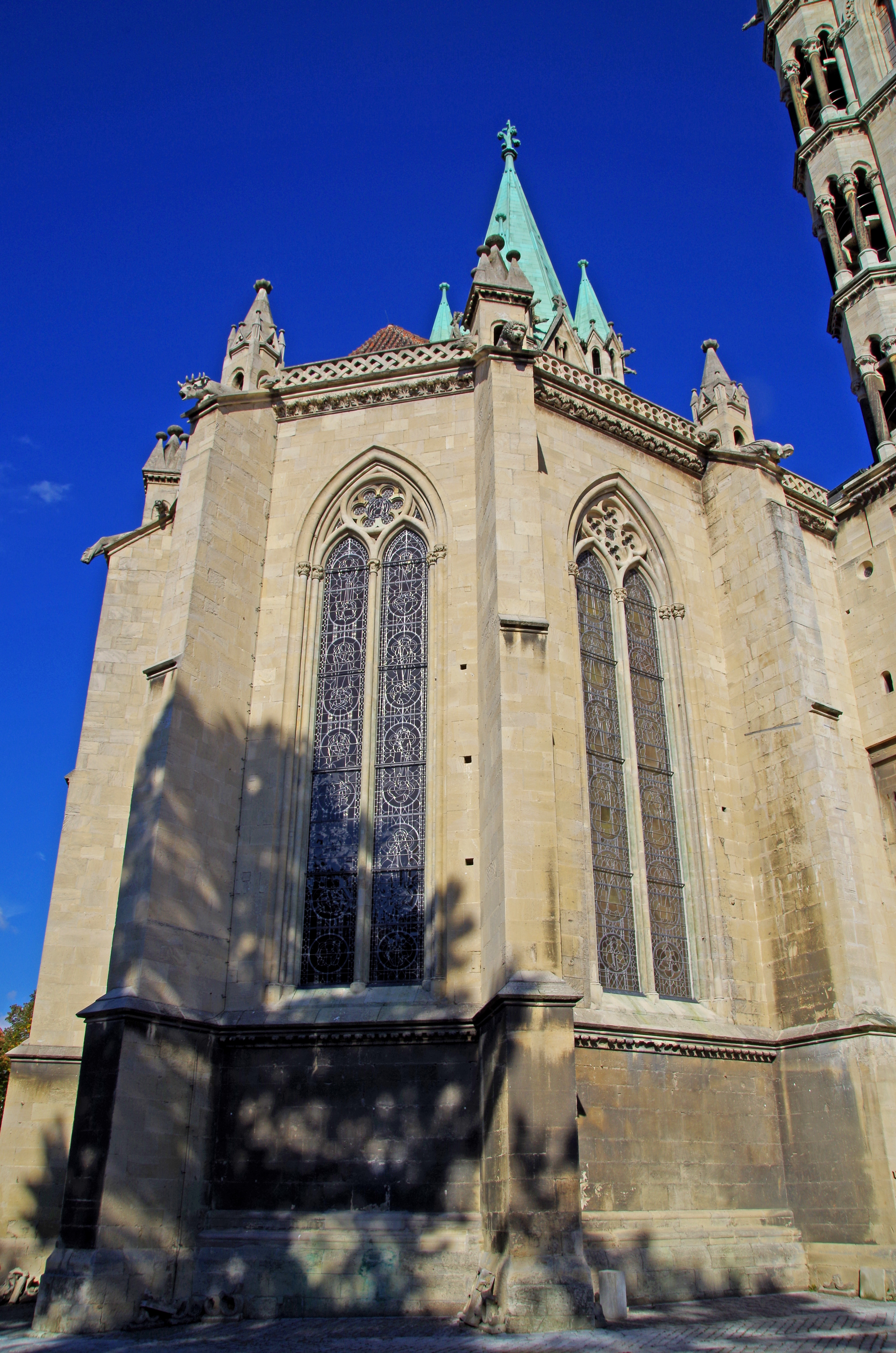
Westchor des Naumburger Doms, ab 1250

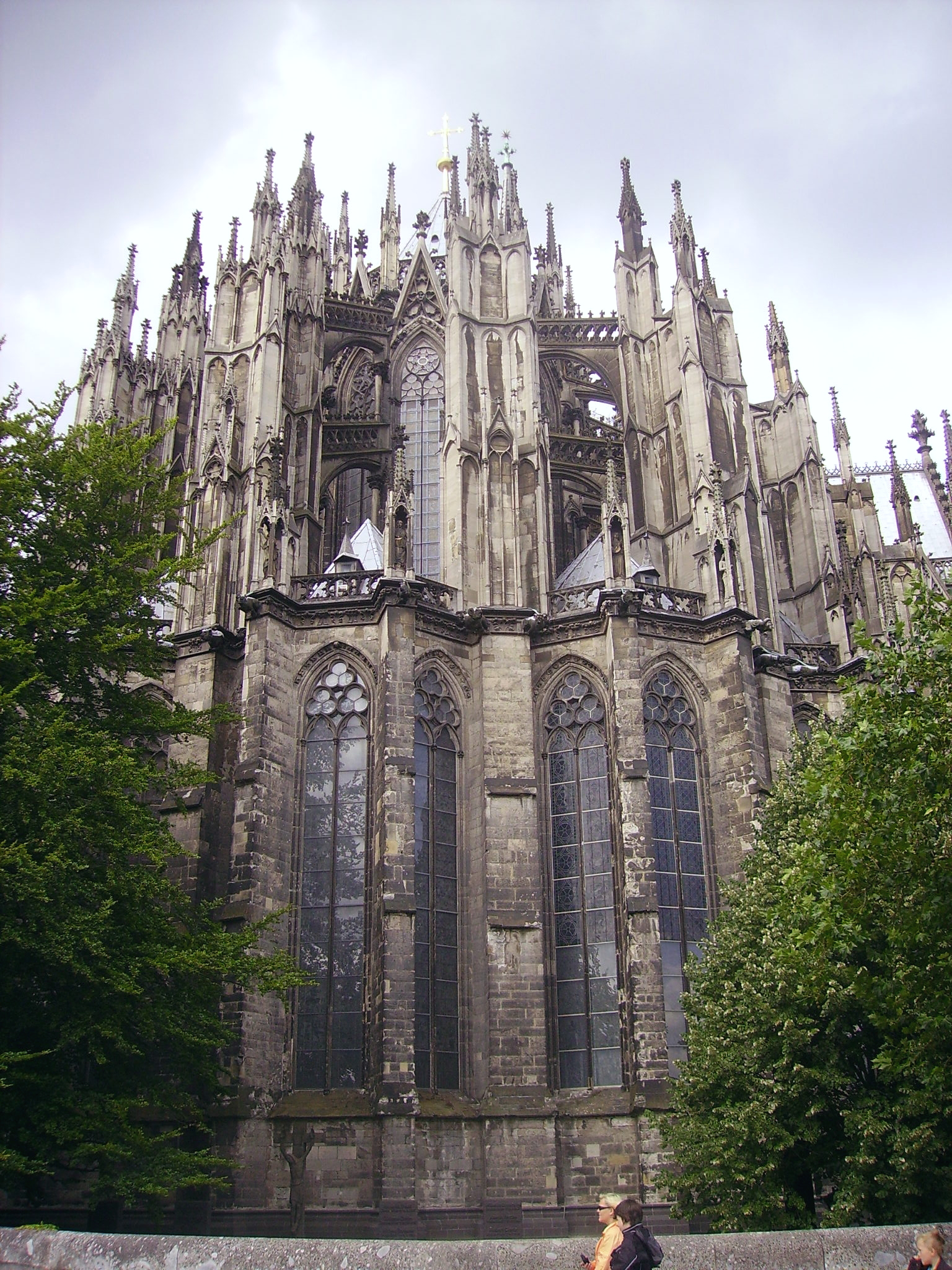
Chor des Kölner Doms, 1248–1322

Als erster großer Bau der Hochgotik in Deutschland gilt vielen Autoren der Kölner Dom. Sein im Mittelalter vollendeter Chor (1248–1304, Ausstattung bis 1322) hat wie der etwas ältere der Kathedrale von Amiens befensterte Triforien, das wichtigste Kennzeichen des französischen Gothique rayonnant. Maßwerk aus feinen Profilen, auch nach Günther Bindings Buch über das Maßwerk das Kennzeichen der Hochgotik, wurde aber auch in Deutschland schon vor der Grundsteinlegung des Kölner Doms geschaffen. Die befensterten Triforien des Rayonnant finden sich in Deutschland allerdings nur bei hochgotischen Basiliken der ersten Stunde, neben Köln vor allem im Langhaus des damals in Deutschland stehenden Straßburger Münsters. Eine andere Methode der Ausdehnung der Glasflächen im Gothique rayonnant  war die Verlängerung der Obergaden nach unten. Ein gutes Beispiel in Frankreich ist das Langhaus der Papststiftung St-Urbain in Troyes. Der gleiche Weg wurde beim Langhaus des Magdeburger Doms beschritten, ebenfalls in der zweiten Hälfte des 13. Jahrhunderts, aber mit nicht ganz so großen Glasflächen.
Danach setzten sich Abweichungen von den französischen Vorbildern durch. Schon beim ab 1256 errichteten Chor des Utrechter Doms (Utrecht war ein Suffragan des Erzbistums Köln) bekamen die Triforien wieder keine Fenster, was auf spätere Basiliken im Bistum Utrecht abfärbte. Beim Regensburger Dom wurden ab 1275 die Fenster des Chorpolygons so großflächig gestaltet, wie bei der ebenfalls umgangslosen Papstkirche St-Urbain, und die Regensburger Querhausfenster sind riesig (s. u.), aber die Triforien sind fensterlos.
Von den Basiliken des südlichen Ostseeraums, zumeist großen Pfarrkirchen, gehören die ersten noch der Hochgotik an. Sie haben zwar viele große Fenster, aber die Obergaden sind üblicherweise im unteren Teil blind. Außer Galerietriforien gibt es, die spätgotischen Basiliken der Region mit eingerechnet, zahlreiche Blendtriforien, die einen wie die anderen fensterlos.
Die wichtigste Abweichung von französischen Vorbildern ist freilich, dass in der mitteleuropäischen Hochgotik auch bei großen und ranghohen Bauten die Hallenkirche überwiegt.
Charakterisierung weiterer Einzelbauten:
- Die Klosterkirche Haina, untere Zone der Ostteile romanisch, obere Zone der Ostteile von 1230 oder 1240 bis 1253 (d – Einwölbung des Querhauses), hat als Hallenkirche ohne Triforium kein Kriterium, sie dem Gothique classique oder dem Rayonnant zuzuordnen. Das Langhaus wurde Mitte der 1250er Jahre begonnen, aber nach Bauunterbrechung erst 1330 fertiggestellt. Außer den Ostfenstern des Querhauses entspricht schon das Maßwerk der Ostteile den damals stilistisch fortgeschrittensten Bauten Frankreichs.[8] Dabei haben Chor und Querhaus keine Strebepfeiler; die weist erst das Langhaus auf.

Frühe komplexe Maßwerke in Frankreich und Deutschland
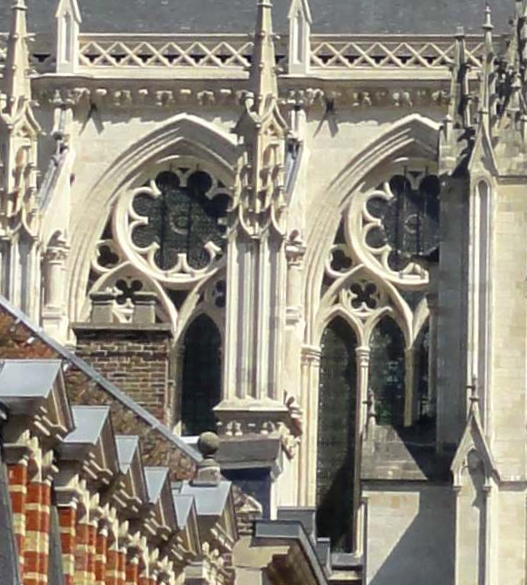
Kathedrale von Amiens, Langhausobergaden, ab 1228
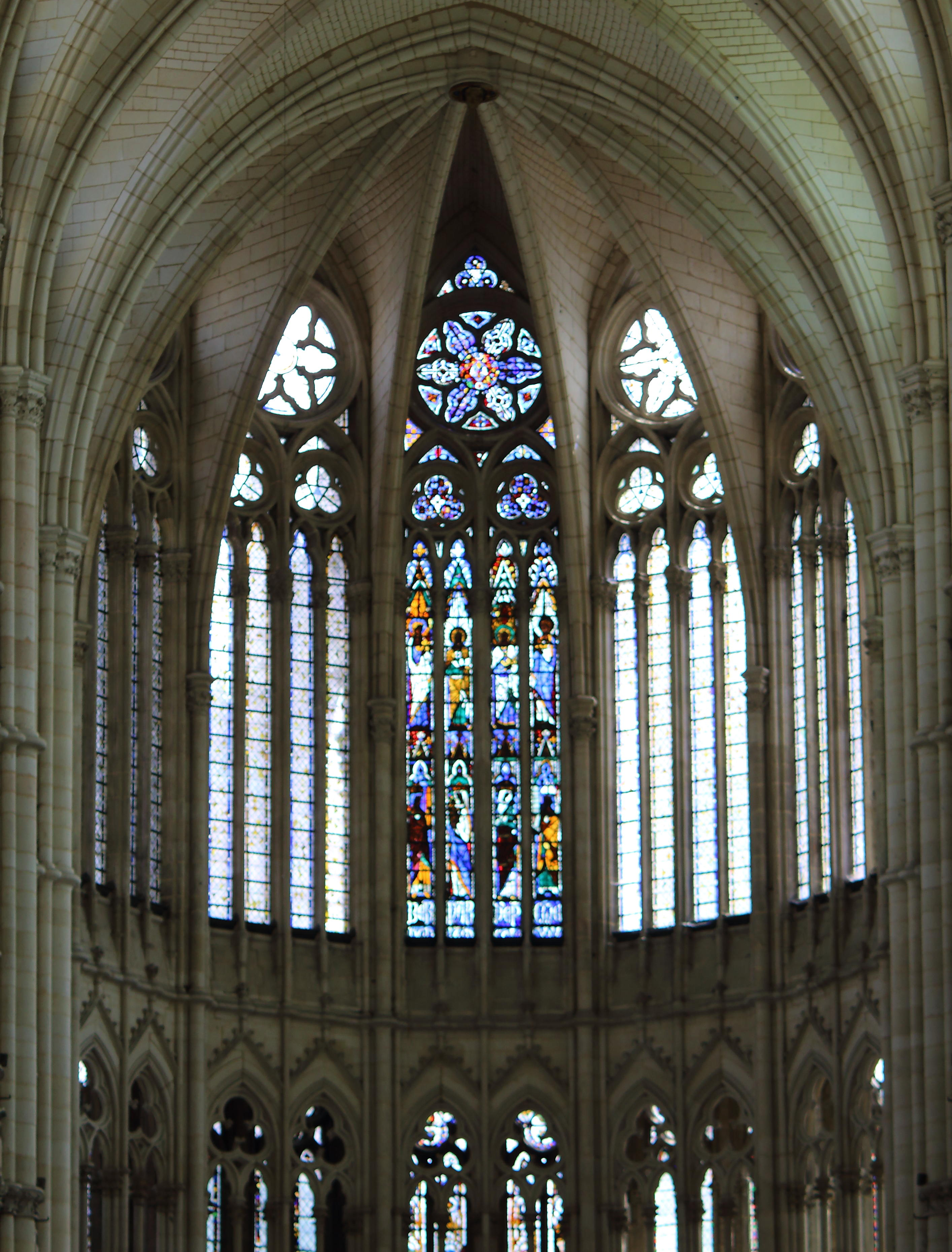
Amiens, Kathedrale, Chorobergaden, 1240–1269
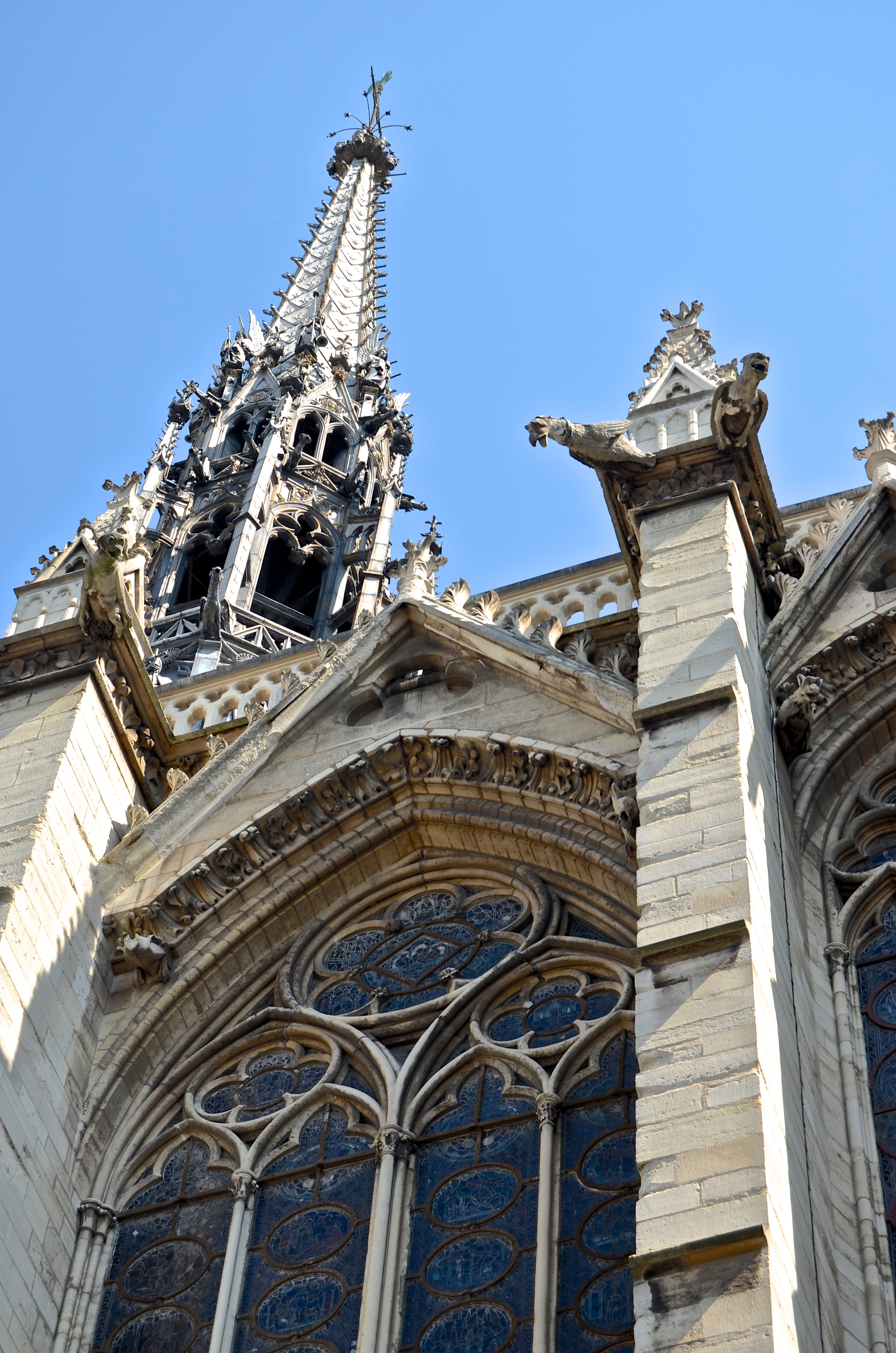
Sainte Chapelle Paris, 1239/41–1248
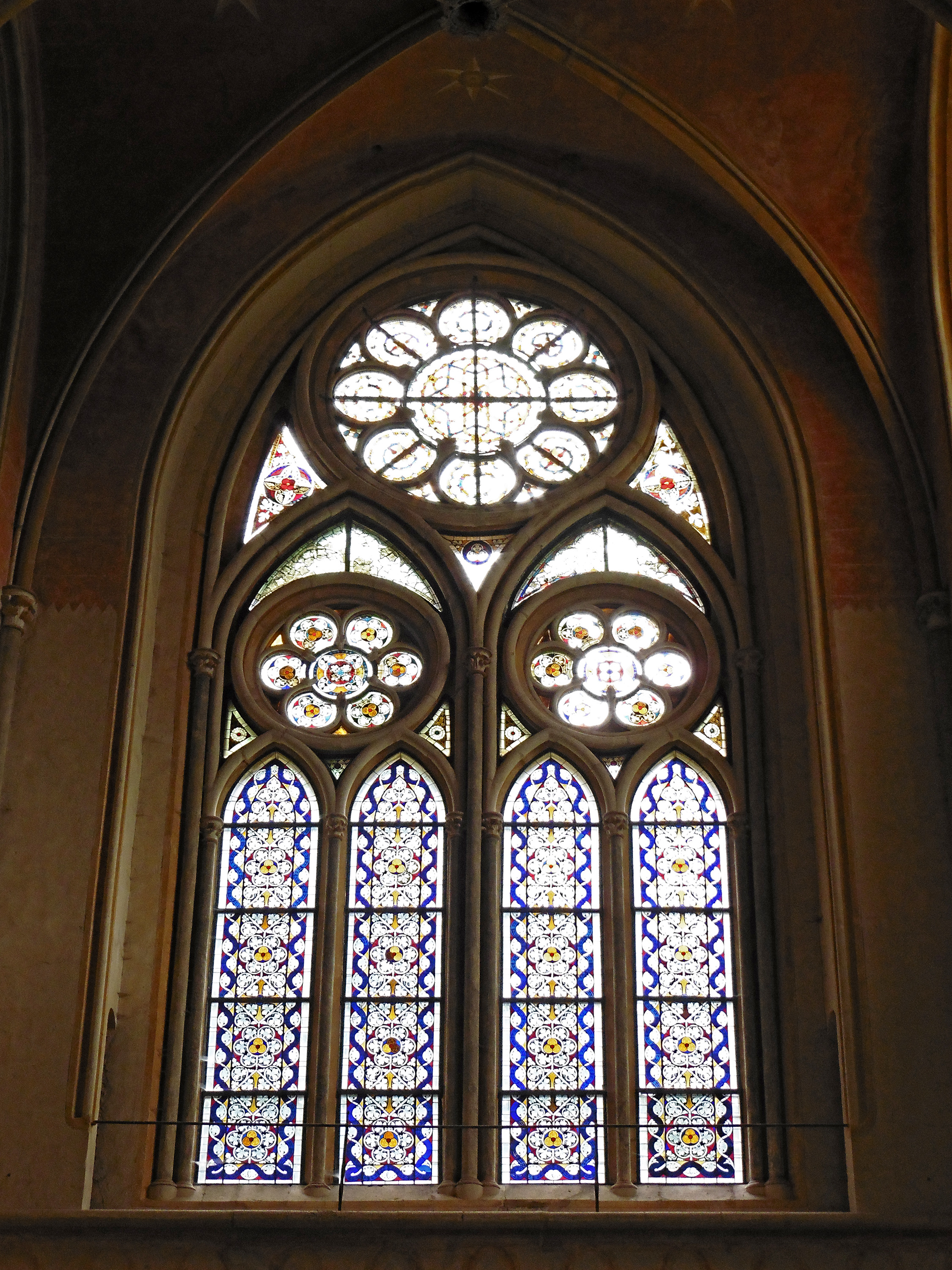
Kloster Haina, Nordquerhaus, vor oder um 1240
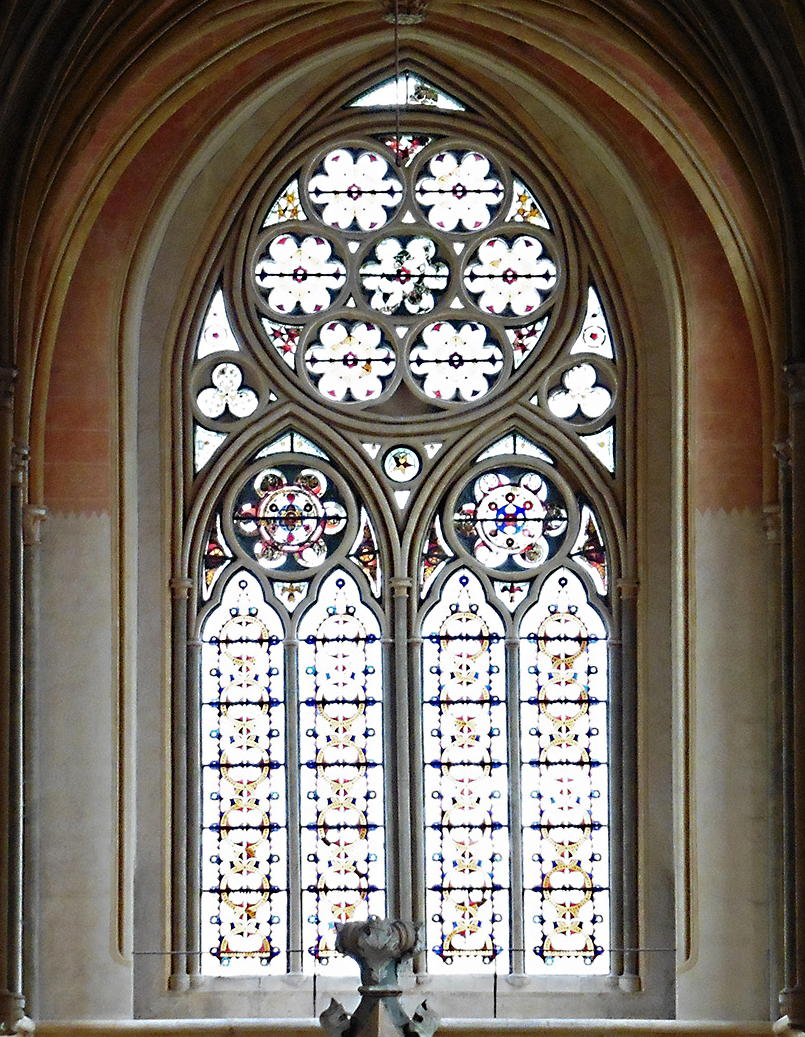
Kloster Haina, Ostfenster des Chors, um 1240

- In der Liebfrauenkirche in Trier, begonnen um 1230, haben die vier Pfeiler, die die Kuppel tragen, Dienste; die übrigen sind einfach runde Säulen. Ein Triforium gibt es nicht. Die nur durch die zarte Konstruktion  des Laufgangs getrennten oberen und unteren Fenster des Chorpolygons ergeben eine Belichtung, die einer Konstruktion mit befenstertem Triforium entspricht.
- Die Elisabethkirche in Marburg hat als Hallenkirche ebenfalls kein Triforium. Die Befensterung des Chors entspricht derjenigen der Trierer Liebfrauenkirche.
- Am Magdeburger Dom ist das Maßwerk der Chorobergaden zwar in seinen Formen ungewöhnlich, aber die hochkant (en délit) an die Laibungen gesetzten Wandpfosten passen in technischer Hinsicht zu den hochkant vorgesetzten Säulchen der Maßwerke der Kathedrale von Reims. Als man sich entschied, die Dachtraufen von Querhaus und Langhaus höher zu setzen als die des Chors, setzten man zum Ausgleich auf diesen eine Zwerggalerie, die große Ähnlichkeit mit der Blendgalerie an der Dachtraufe der Reimser Kathedrale hat. Die Stirnfenster des um 1240 errichteten Querhauses passen in ihrer Größe schon zum Gothique rayonnant. Dessen Charakteristikum befensterter Triforien nähern sich die kreuzstockfensterartigen Unterteile der östlichen Chorfenster an. Dem Gothique rayonnant entsprechen auch die (außer den quer verlaufenden) auch den Hochschiffswänden zugewandten Traufen der Seitenschiffsdächer, in Magdeburg nicht für befensterte Triforien genutzt, sondern für weit herab reichende Obergaden (s. o.).
- Das Straßburger Münster hat steinerne Vorgängerbauten seit 510. Einzelne gotische Elemente finden sich seit 1180, konsequente Frühgotik seit 1196, unter anderem Skulpturen in Weiterentwicklung von Vorbildern aus Chartres. Das hochgotische Langhaus wurde 1245 begonnen und weist befensterte Triforien auf. Die Westrose von 13,6 m Durchmesser entstand um 1330. Sie hat eine deutlich strahlenförmige Gliederung,  aber ihrer Glasfläche überschreitet den runden Rahmen nicht. Die Westfassade wurde 1388 zum Turmplateau vervollständigt, der hohe Nordturm bis 1439 fertiggestellt.
- Der ab 1250 errichtete Westchor des Naumburger Doms gehört im Vergleich seiner Maßwerke zu Reims ebenfalls zweifelsfrei der Hochgotik an. Von den Freigeschossen des Nordwestturms wurde das unterste zusammen mit dem Chor errichtet, allerdings nach dem Vorbild der schon 1190–1200 entstandenen Westtürme der Kathedrale von Laon, die beiden oberen Vollgeschosse in den beiden folgenden Jahrhunderten. Erst 1884–1894 erhielt der Turm ein Spitzdach und wurde in ähnlicher Form der Südwestturm errichtet.
- Der gotische Bau der Lübecker Marienkirche begann 1251/52 als Hallenkirche, wurde aber 1260 zu einer Basilika verändert, der  Umgangschor bis 1280 fertiggestellt. Das Langhaus entstand erst 1315–1330. An der Marienkirche wurde das äußere Strebwerk in vereinfachter Form in Backstein ausgeführt. Die Wandaufrisses von Hochchor und Mittelschiff sind nach dem Vorbild des Chors der Kathedrale von Coutances zweizonig, in Lübeck die Obergaden in ihren unteren Teilen blind. Auch der vereinfachte Chorumgang folgt Vorbildern aus der Normandie. Die Türme wurden 1304–1351 errichtet. Sie folgen nicht der französischen, rheinischen und süddeutschen Bevorzugung von Kollossalgeschossen, sondern verbinden gotische Fenster mit einer aus der Romanik überkommenen Struktur aus Geschossen mäßiger Höhe, die durch Gesimse voneinander abgetrennt sind. Selber wurde die Marienkirche Vorbild für zahlreiche Kirchen im Ostseeraum.

Hochgotik in Backstein
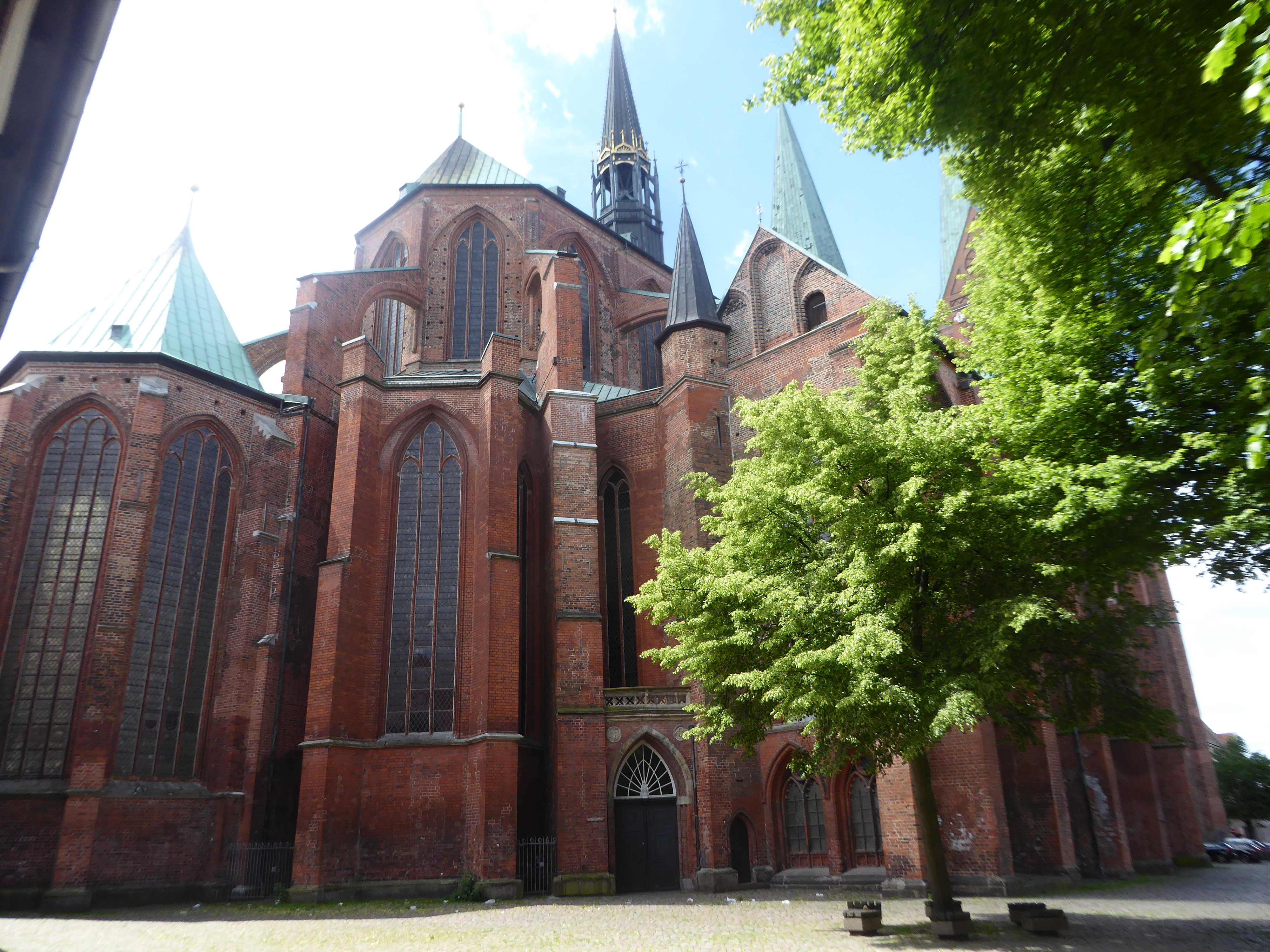
Marienkirche Lübeck, Umgangschor, 1260–1280
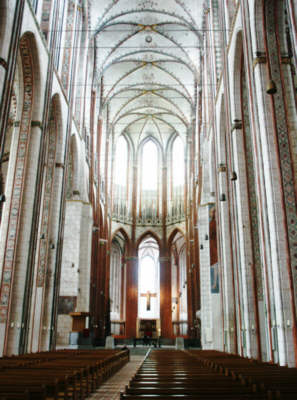
Marienkirche Lübeck, Mittelschiff zum Chor, 1260–1330
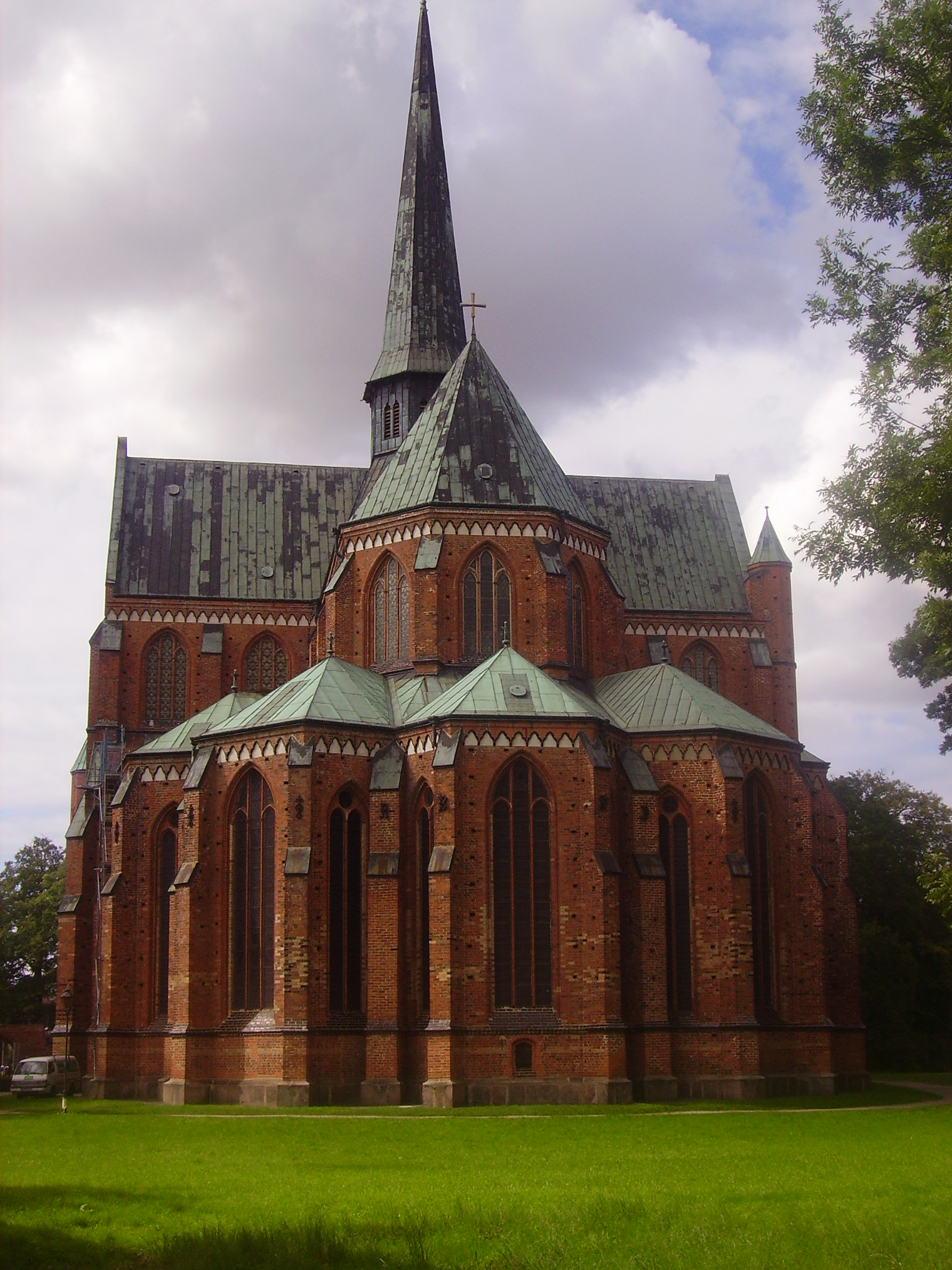
Doberaner Münster, 1280–1296, ohne Strebebögen
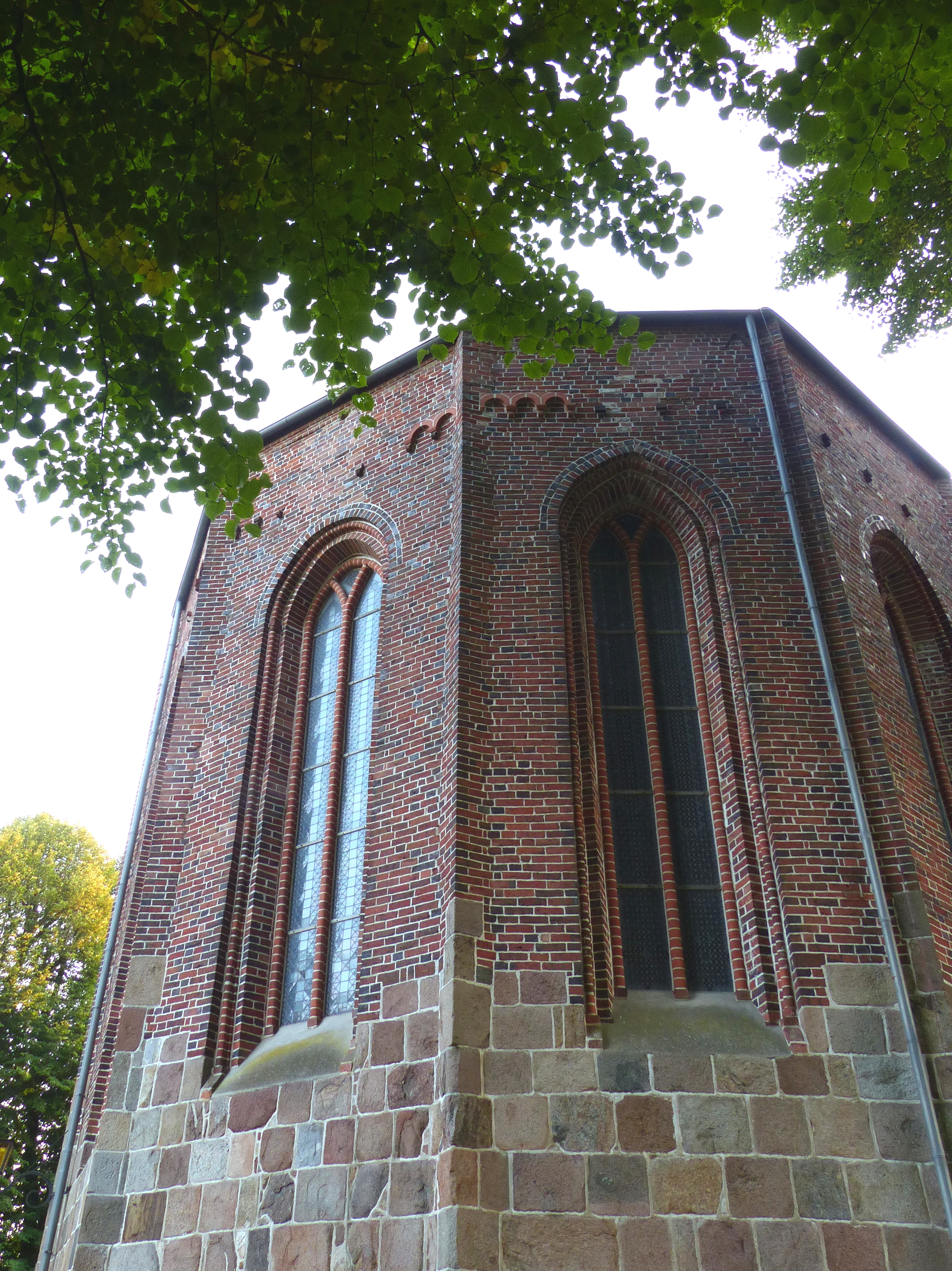
St. Mauritius, Reeps holt, Chor um 1300, ohne Strebepfeiler

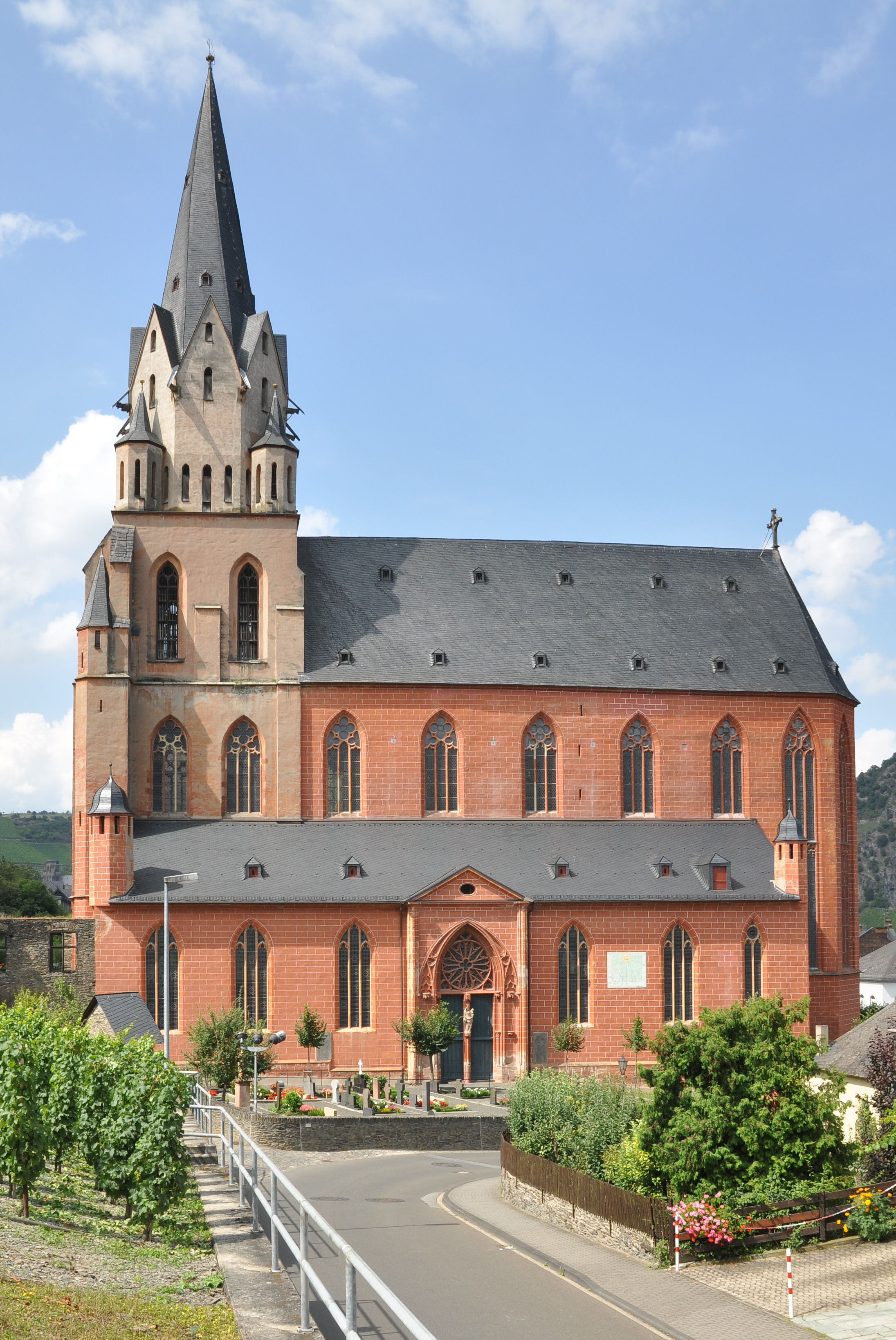
Liebfrauenkirche in Oberwesel, 1308–1351, glatte dünne Außenwände

- Das Doberaner Münster ist wie Haina eine Zisterzienserkirche. Unter Einbeziehung von Teilen des 1232 geweihten Vorgängerbaues wurde der Rohbau mit Dach von 1280 bis 1296 (d) errichtet. Der Grundriss des Umgangschors ist stark vom Lübecker beeinflusst. Der Chor wurde bis 1305 ausgestattet, aber die Gesamtweihe erst 1368 vollzogen. Das Maßwerk ist eher schlicht. Wie auch viele andere hochgotische Zisterzienserkirchen in Mitteleuropa hat diese Basilika zwar Strebepfeiler aber keine Strebebögen.
- Die einschiffige aber stattliche Mauritiuskirche des Dorfes Reepsholt im Osten Ostfrieslands erhielt ihre heutige Form durch Erweiterung einer rechteckigen romanischen GranitQuaderkirche um ein kurzes Querhaus und einen Polygonalchor. Dabei wurden obere Teile des Ausgangsbaus abgetragen, um auch die Sockelzone der Erweiterung mit Granitquadern zu verblenden. Querhaus und Chor, um 1300 (d) fertiggestellt,[9] haben gotische Maßwerkfenster, aber keine Strebepfeiler.
- Die Liebfrauenkirche in Oberwesel im Mittelrheintal wurde 1308 begonnen, der Chor 1331 geweiht, der Bau mit dem Turm bald nach 1351 ((d) vollendet. Nach innen verlagertes Strebewerk ermöglichte den Bau glatter und dabei dünner Außenwände. Wenige Fenster der Seitenschiffe gaben Maßwerk nach dem Muster der Marburger Elisabethkirche, die meisten nach dem Muster der Magdeburger Chorobergaden. St. Martin in derselben Stadt, ebenfalls aus der 1. Hälfte des 14. Jahrhunderts, hat ebenfalls „Magdeburger“ Maßwerke. Von 966 bis 1166, also lange vor der Errichtung dieser beiden gotischen Kirchen, hatte der Ort dem Magdeburger Mauritiuskloster unterstanden.

### Spätgotik

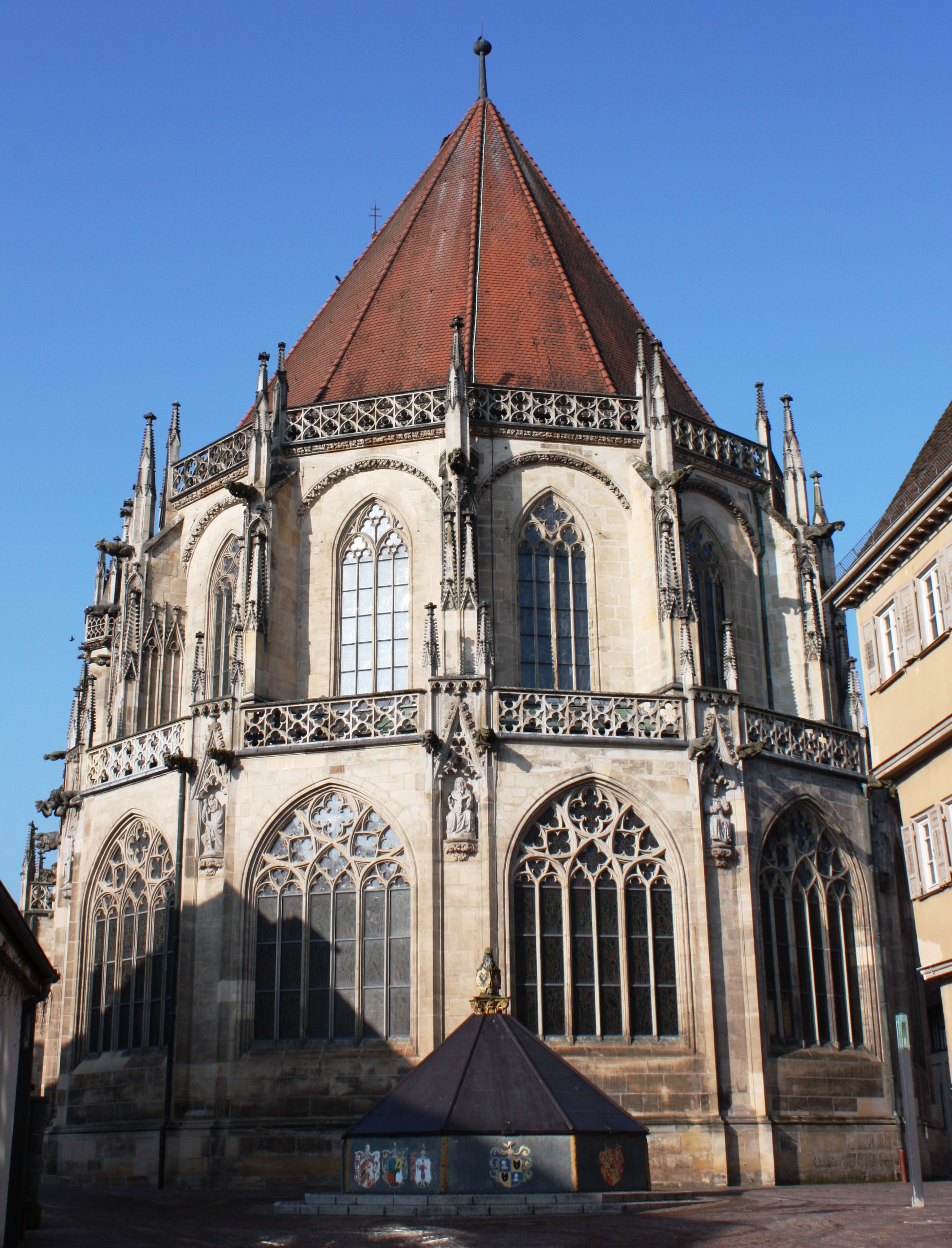
Gmünder Münster, Chor ab 1351

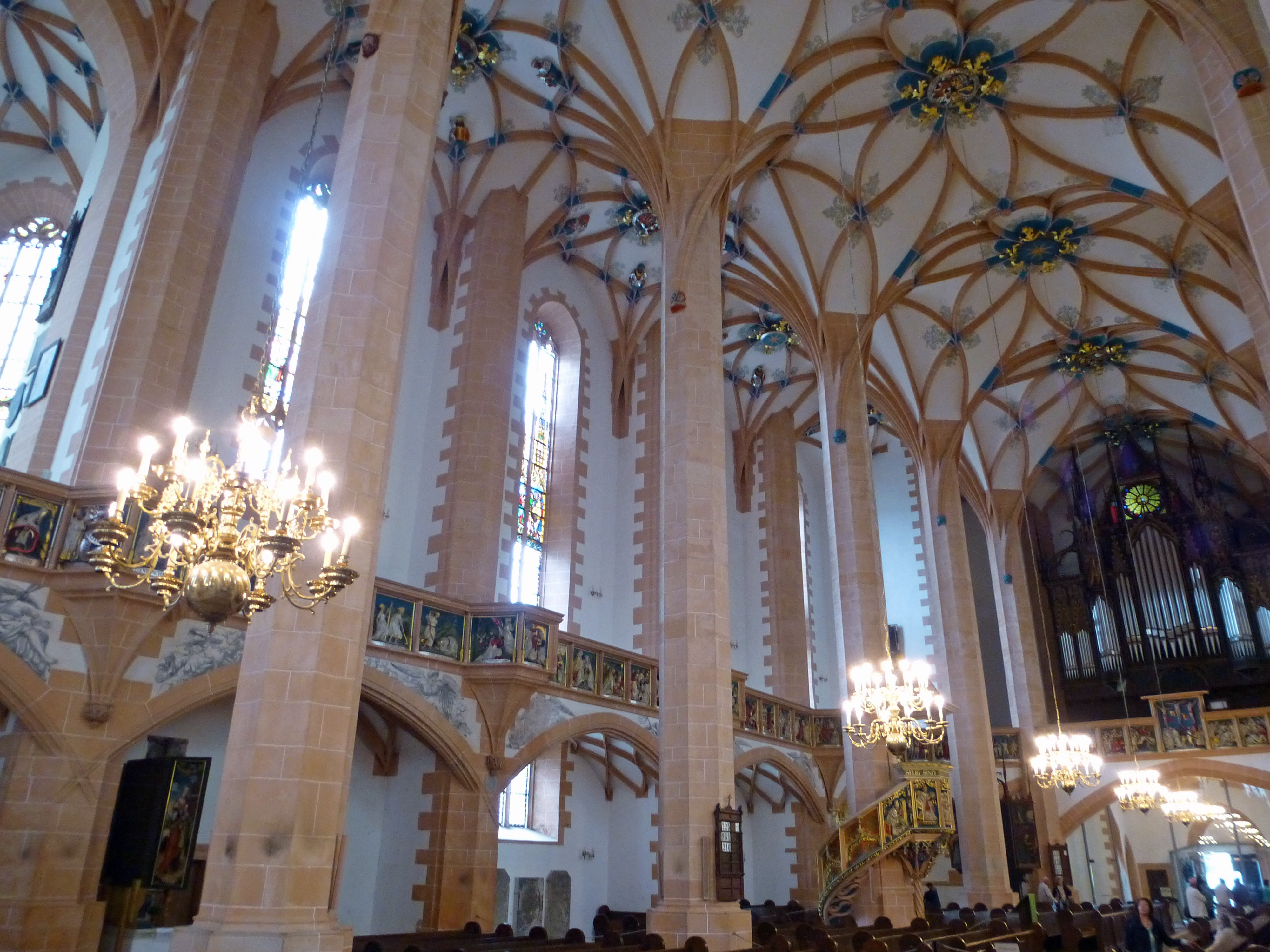
Annenkirche in Annaberg-Buchholz

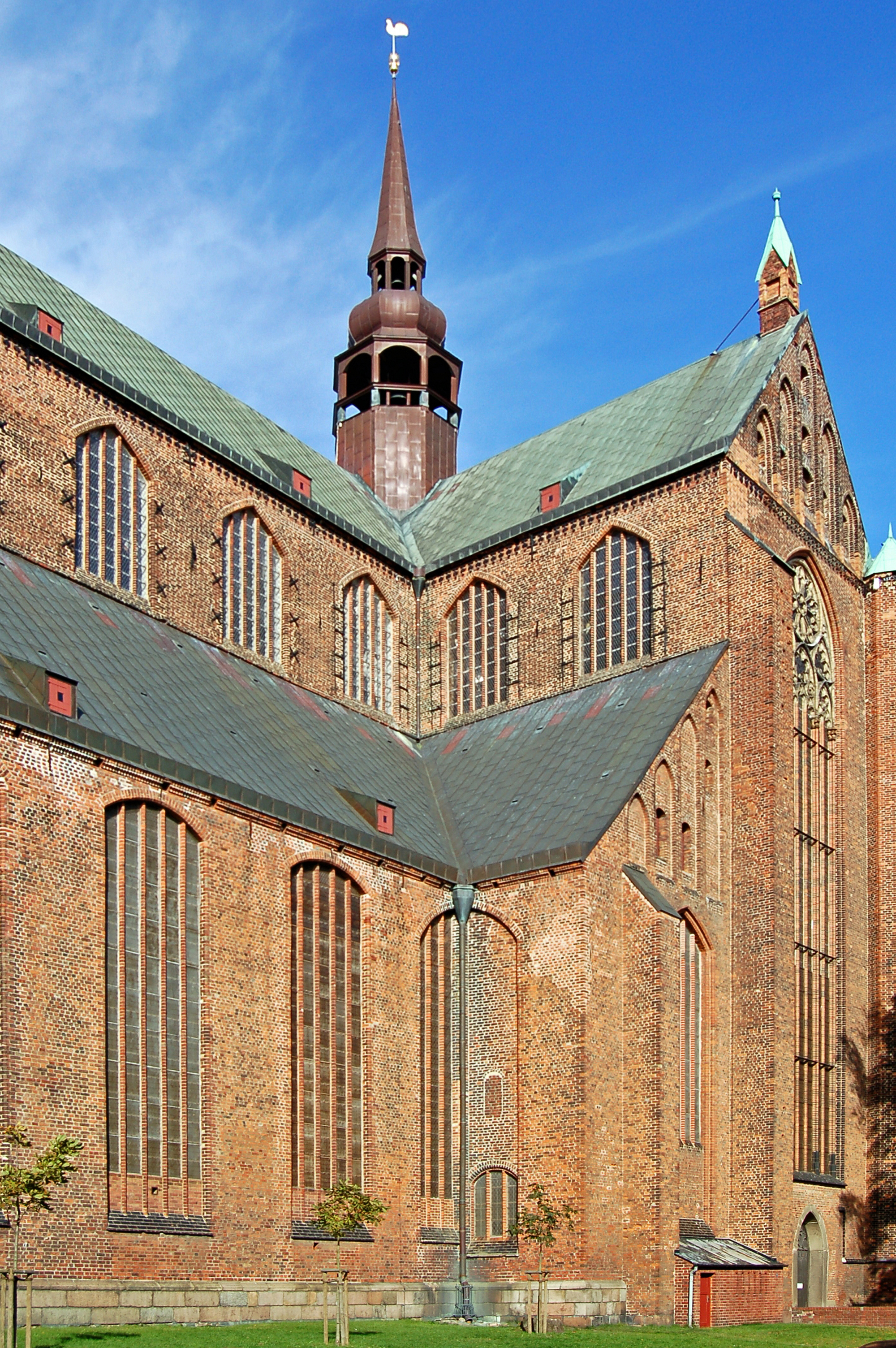
Stralsund, Marienkirche, sehr große Fenster, neuartige Bögen, zierloses Maßwerk

#### Kreatives Dekor
Die Spätgotik in Deutschland hat teilweise Züge des Gothique flamboyant. In zahlreichen Gebäudebeschreibungen wird insbesondere spätgotisches Maßwerk als flamboyant bezeichnet.
Typische Formen sind:
- der Kielbogen, der vereinzelt allerdings schon vorher auftritt,
- das Fischblasenmotiv.

Es gibt aber noch weitere kreative Formen, besonders im Fenstermaßwerk.
Manche dieser Formen finden sich anscheinend in den Werken der Familie Parler in Süddeutschland und Böhmen früher als in Frankreich.
Beispielbauten:
- Gmünder Münster, Chor ab 1351, Einwölbung ab 1491, nach Einsturz der vom Vorgänger übernommenen Türme Westbau bis 1521,
- Prager Veitsdom, 1344 von einem Architekten aus Arras, also Nordfrankreich begonnen, ab 1352 von Peter Parler weitergeführt, erst im 19. Jahrhundert vollendet,
- St. Barbara in Kutná Hora, begonnen 1388 von Johann Parler dem Jüngeren, nie vollendet, im 19. Jahrhundert provisorisch abgeschlossen.

#### Fortschritte der Statik
Nicht zu vergessen ist die Weiterentwicklung der Gewölbe. Trotz wissenschaftlichen Fortschritts, der der inzwischen begonnenen Renaissance zu verdanken war, konstruierten die Baumeister aber immer noch nach Erfahrung. Beispiele sind der Freiberger Dom (1484–1512), die Marienkirche in Pirna (Gewölbe 1502–1510), die Annenkirche in Annaberg-Buchholz (Gewölbe nach 1515) und die St.-Wolfgangs-Kirche Schneeberg (1516–1540).

#### Vereinfachung
Außer der Neigung zu fantasievollem üppigen Dekor gab es in der deutschen Spätgotik eine gegenläufige Tendenz, nämlich auf Dekor zu verzichten.
Beispiele:
- Marienkirche in Stralsund, ab 1382, Turm 1475–1485, radikale flächige Vereinfachung des Außenbauwerks durch nach innen gezogene Strebepfeiler und ursprünglich nur durch vertikales Stabwerk untergliederte Fenster
- Frauenkirche in München, 1468–1488, überholte wegen Verzicht auf zeitaufwändige Details und guter Finanzierung mehrere lange vorher begonnene Kirchen, unter anderem das Gmünder Münster.

## Terminologieproblem
Trotz der frühgotischen Charakteristika mehrerer Bauten des Gothique classique und prägender Bauten der deutschen Hochgotik mit allen Kennzeichen des Gothique rayonnant ist in gängigen deutschen Handbüchern Gothique classique mit „Hochgotik“ übersetzt, Ein Teil des Gothique rayonnant, bis 1270, wird dann zwar auch der Hochgotik zugerechnet, aber eine als „Gothique rayonnant“ bezeichnete Phase von 1270 bis 1380 daran angeschlossen, von Wilfried Koch der Spätgotik zugerechnet.
Umgekehrt klassifiziert ihre Zeitschiene für Deutschland Bauten als „frühgotisch“, die sich an den Innovationen der Kathedrale von Reims orientieren, deren Einordnung als hochgotisch korrekt ist. Stattdessen werden vor 1235 begonnene Bauten, die sich eng an Vorbildern aus der französischen Frühgotik orientierten, als „staufisch buw. spätstaufisch“ abgetan.
Durch beide Paradoxa konstruieren die Handbücher für die erste Hälfte des 13. Jahrhunderts einen Zeitverzug der deutschen Stilentwicklung von drei bis sechs Jahrzehnten gegenüber der französischen, obwohl er Zeitverzug der Einführung der einzelnen Stilmerkmale (ausgereiftes Maßwerk, befenstertes Triforium) in Wirklichkeit höchstens anderthalb Jahrzehnte betrug.
Selbst falls die zweite französische Stilphase im Französischen in irgendeinem Text «haut Gothique» genannt wird, ist die Übersetzung „Hochgotik“ falsch, wie an der Einteilung des Mittelalters («Moyen Âge») deutlich wird. Während in der deutschen Begriffsbildung eine Epoche als Welle betrachtet wird, die in der Mitte am höchsten ist (Früh-, Hoch- und Spätmittelalter), geht die französische Begriffsbildung von der absteigenden Reihe aus: «Haut Moyen Âge» ist also das Frühmittelalter, gefolgt vom «Moyen Âge central» und danach dem «bas Moyen Âge» oder «Moyen Âge tardif».

Befensterte Triforien in Frankreich und Deutschland
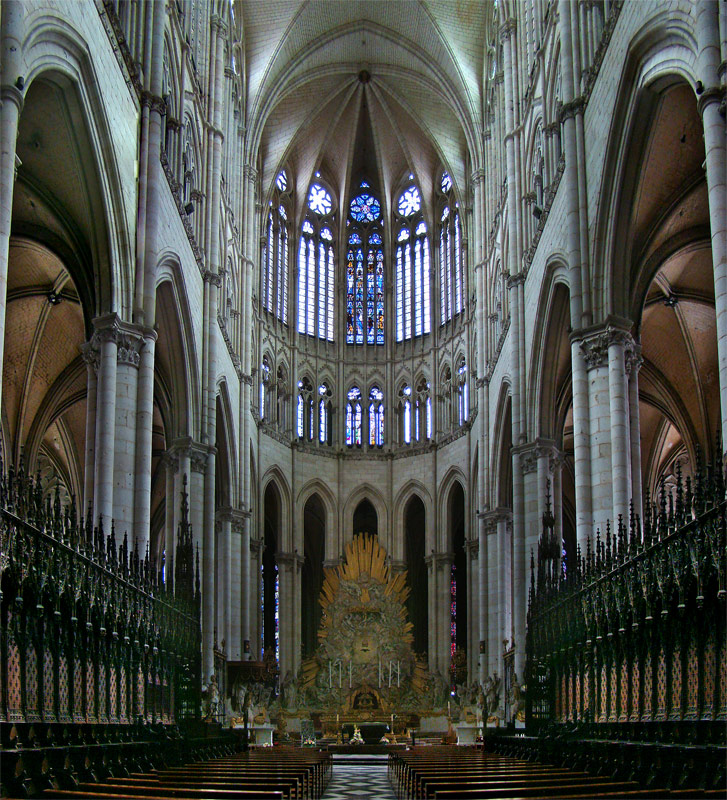
Kathedrale von Amiens:, Chor 1236–1288
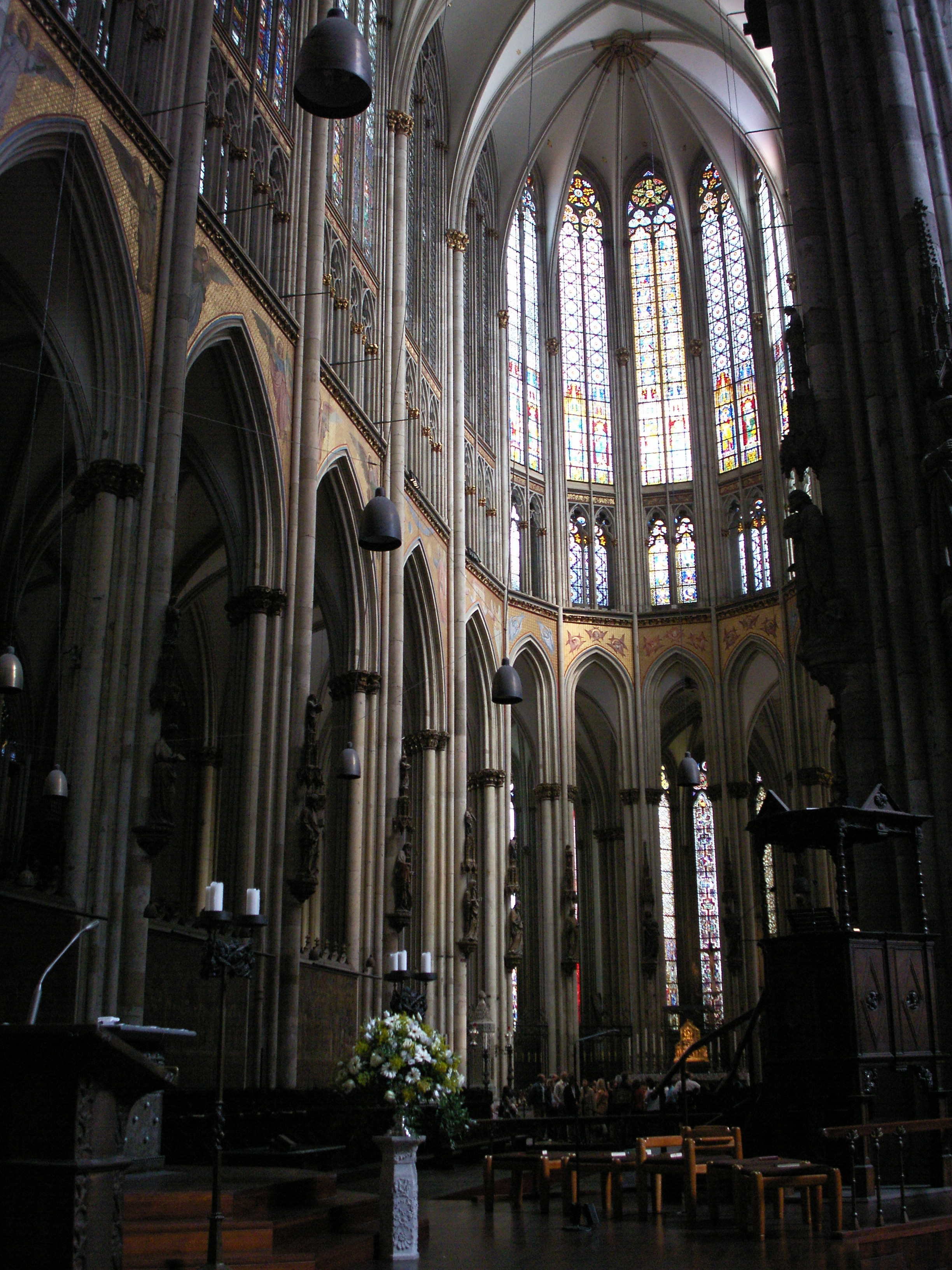
Kölner Dom, Chor 1248–1322